# Arany János (költő)

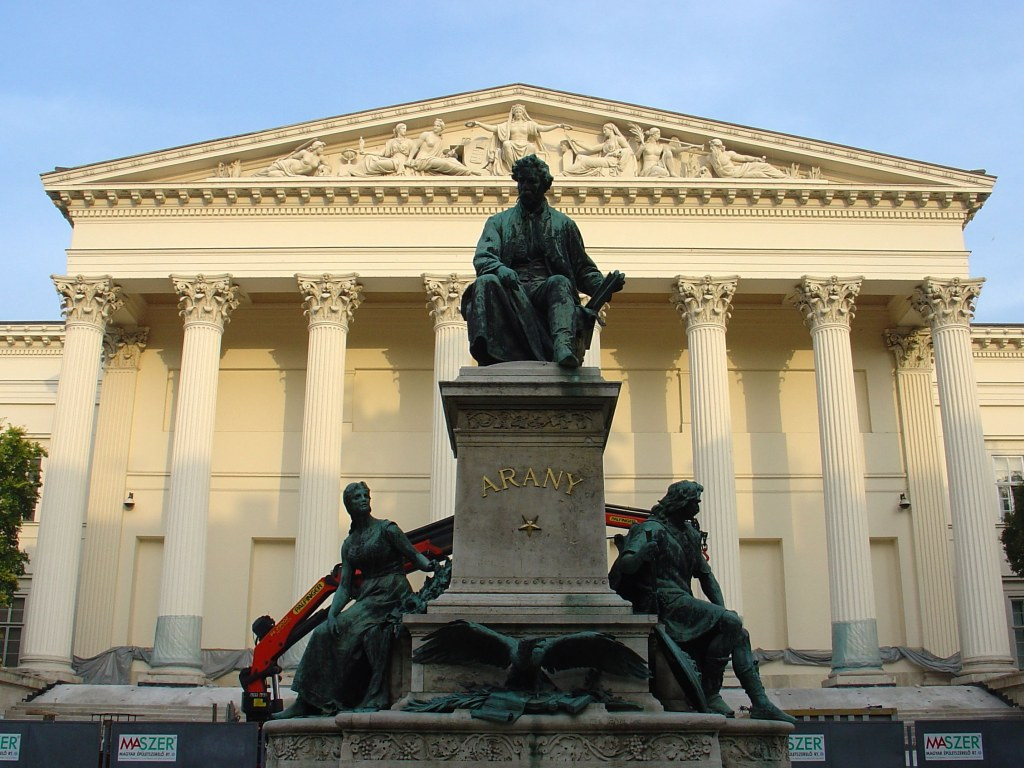
Arany János csoportos emlékműve
a Magyar Nemzeti Múzeum előtt, Strobl Alajos műve

Arany János (Nagyszalonta, 1817. március 2. – Budapest, 1882. október 22.) magyar költő, tanár, lapszerkesztő, a Kisfaludy Társaság igazgatója, a Magyar Tudományos Akadémia tagja és főtitkára. A magyar irodalom egyik legismertebb és egyben legjelentősebb alakja. A legnagyobb magyar balladaköltő, ezért nevezték a ballada Shakespeare-jének, vállalt hivatala miatt a szalontai nótáriusnak, de szülővárosában – vélhetően természete miatt – a hallgati ember titulussal is illették. Fordításai közül kiemelkednek Shakespeare-fordításai.
Szegény református családba született. Szüleinek kései gyermeke volt, akik féltő gonddal nevelték, hiszen a tüdőbaj miatt kilenc testvére közül nyolcat előtte elvesztettek. Ő azonban igazi csodagyerek lett, már tizennégy éves korában segédtanítói állást tudott vállalni és támogatta idősödő szüleit. Az anyagi javakban nem dúskáló családi háttér ellenére olyan nagy és sokoldalú szellemi műveltségre tett szert, hogy felnőttkorára a latin, a görög, a német, az angol és a francia irodalom remekeit eredetiben olvasta, és jelentős fordítói munkát is végzett. A magyar nyelv egyik legnagyobb ismerője, és ennek megfelelően páratlanul gazdag szókinccsel rendelkezett. Pusztán kisebb költeményeiben mintegy 23 ezer szót, illetve 16 ezer egyedi szótövet használt.
Irodalmi pályafutása 1845-ben Az elveszett alkotmány című szatirikus eposszal indult, de igazán ismertté az 1846-ban készült elbeszélő költeménye, a Toldi tette. Már pályája kezdetén is foglalkozott a közélettel, és politikai tárgyú cikkeket írt. Az 1848–49-es forradalom és szabadságharcban nemzetőrként vett részt, majd a Szemere Bertalan által vezetett belügyminisztériumban volt fogalmazó. A bukást követően egy ideig bujdosott, ám végül elkerülte a megtorlást, és Nagykőrösre költözött, ahol 1851 és 1860 között tanári állást tudott vállalni.
Az élete teljesen megváltozott, amikor a Kisfaludy Társaság igazgatójává választotta, és Pestre költözött. Itt szerkesztette és adta ki két hetilapját: a Szépirodalmi Figyelőt (1860–1862) és a Koszorút (1863–1865). A kiegyezés idején a magyar irodalmi és a politikai élet kiemelkedő és meghatározó képviselője volt. Irodalmi munkássága kihatott a talán addig kevésbé ismert történelmi szereplők ismertségére is, hiszen a műveiben megformált alakok közül több neki köszönhetően vált igazán halhatatlanná. Petőfi Sándor kortársa és barátja is volt egyben. Költészetükben nagy különbség, hogy a gyorsan érő és rövid életű Petőfivel szemben az övé lassabban bontakozott ki. Halála is összeköti őket, hiszen egy meg nem erősített városi legenda szerint, a már egyébként is gyengélkedő népi költőfejedelem 1882. október 15-én a pesti Petőfi téri Petőfi-szobor avatásán fázott meg, és az azt követő tüdőgyulladásban hunyt el, 65 éves korában.
Minden szál hozzá vezetett, és minden szál tőle vezet, a magyar szellemi életnek ő a sugárzási központja.

## Élete

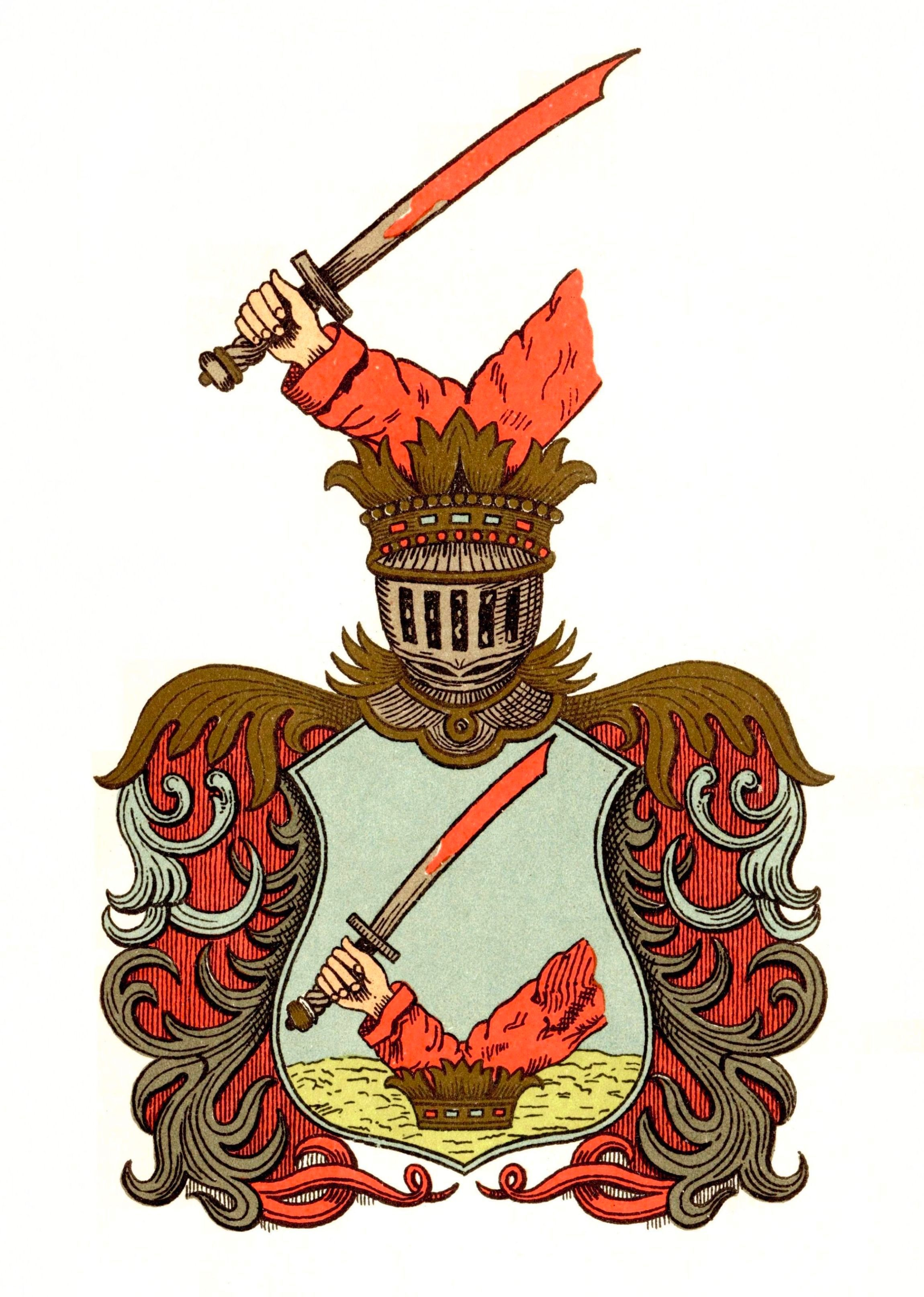
Az Arany család címere 1634-ből

Az Arany család ősi fészke Köleséren volt, onnan költöztek előbb Szilágynagyfaluba, majd Szalontára; első földjüket és nemességüket Bocskai Istvántól kapták, címerüket I. Rákóczi György adományozta 1634-ben, de ezt elvesztették, amikor Mária Terézia 1745-ben herceg Esterházy Pál Antalnak adományozta a hajdúvárosokat. A nemeslevél birtokában a család 1778-tól pereskedett jussáért, de nemességüket jogi úton sem sikerült visszaszerezniük.
1817. március 2-án született, egy kis házat és kevés földet birtokló család tizedik gyermekeként. (Kilenc testvére közül csak a legidősebb, Sára maradt életben.) Szülei, Arany György (1762 – Nagyszalonta, 1844. január 2.) és Megyeri Sára (1772. november 2. – Nagyszalonta, 1836. augusztus 20.) földművesek voltak.
Szüleinek késői és egyetlen fiúgyermeke volt. Születésekor nővére már rég férjhez ment, már gyermeke is volt. Szülei hívő reformátusok voltak. János fiatal korától tisztes szegénységben, de békés és csendes környezetben nőhetett fel. Egészen korán, három- négyéves korában megtanult olvasni, hamuba írt betűk segítségével.
„Mire iskolába adtak, hova mód nélkül vágytam, […] már nemcsak tökéletesen olvastam, de némi olvasottsággal is bírtam, természetesen oly könyvekben, melyek kezem ügyébe estek. […] A tanító, megpróbálván, rögtön, amint felvettek, elsőnek tett osztályomban s e helyet folyvást megtartottam. A többi tanítók és növendékek a nagyobb osztályokból, sőt külső emberek is, csodámra jártak, s én nem egy krajcárt kaptam egy vagy más produkcióm jutalmául.”
Apja rengeteget mesélt neki a Toldikról, megszerettette vele a magyar népköltészetet és az irodalmat. Tanulékonysága korán feltűnt: mire hatévesen iskolába került, már nemcsak tökéletesen olvasott, hanem bibliai történeteket, énekeket és a könnyű irodalom termékeit is ismerte. Csodagyereknek tartották, és már iskolás évei alatt városszerte ismertté vált verseiről. Páratlan szókincsre tett szert, és a régi magyar nyelv nagy hatást gyakorolt költészetére. A későbbiekben talán emiatt idegenkedett a nyelvújítás és a romantika magyar nyelvre gyakorolt hatásaitól.

### Iskolaévei

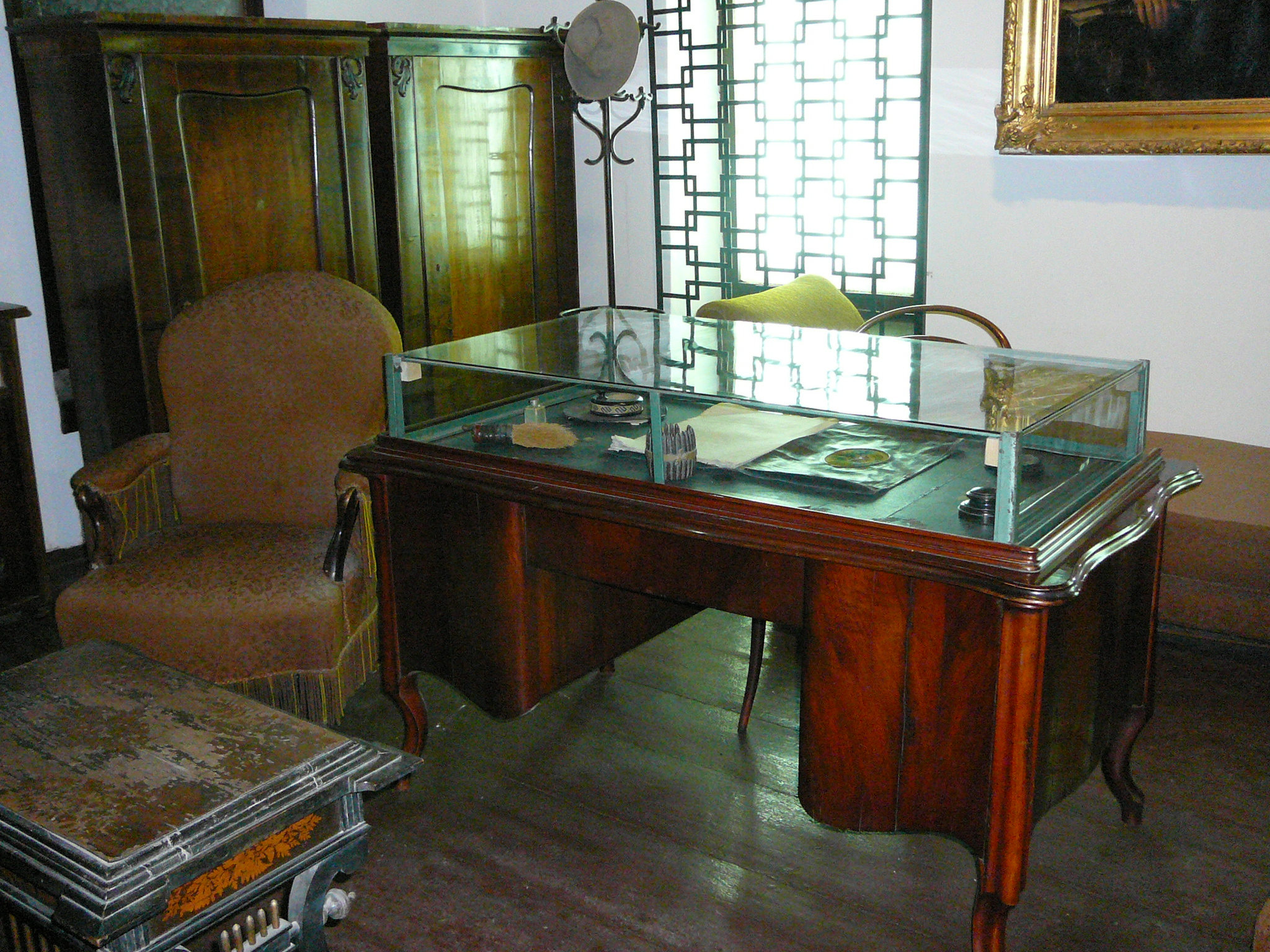
Rekonstruált dolgozószobája a nagyszalontai Arany János Múzeumban

Szalontai iskolaéveinek (1823–1831) végén, hogy szülei anyagi helyzetén könnyítsen, a tanulás mellett tanított is, és az iskolában lakott. 1833-ban a költészeti osztályba lépett, majd novembertől a Debreceni Református Kollégiumban tanult. Mivel reményei nem váltak valóra, és pénze is kevés volt, 1834 márciusában Kisújszállásra ment egy évre segédtanítónak, „praeceptornak”, hogy pénzt szerezzen tanulmányai folytatására. Kisújszálláson Török Pál, a későbbi református püspök volt a rektor, aki megnyitotta jeles könyvtárát Arany előtt, és ennek köszönhetően éjjel-nappal olvasott. A német és francia nyelvben is elmélyült, és latinból, németből fordítgatott, sőt a költészettel is kísérletezett.
Egy év múlva visszament Debrecenbe, ahol tanárai is felfigyeltek rá. Kisújszállási ajánlóleveleivel és szorgalmával hamarosan az osztály élére került, és a tanítás folytán anyagi helyzete is tűrhetővé vált. Magántanítványai közé tartoztak többek közt Erdélyi József tanár lányai. Az iskolai egyhangúságot megunó Arany azonban ekkoriban nem tanító, hanem festő vagy szobrász akart lenni, így 1836 februárjában önként elhagyta a kollégiumot. Ez a kilépés azt eredményezte, hogy középfokú tanulmányait nem fejezte be, és emiatt nem kaphatott végbizonyítványt sem.

### Vándorszínészi kitérő
Gyakran járt színházba, hiszen Debrecenben erre bőven volt lehetősége. 1836-ban önéletrajzi vallomásai szerint minden erkölcsi és anyagi kényszerítés nélkül hagyta el az iskolát, és élete válaszút elé került. Ferenczy István szobrászatának híre vonzotta nagyon, aki az 1830-as évek ünnepelt zsenije volt. A szobrászat gondolatával titokban foglalkozó Arany megingott, és inkább Thália zászlaja alá állt be, ha rövid időre is. Az alig húszéves ifjú 1836 februárjában Debrecenben a Fáncsy Lajos és László József igazgatása alatt működő színtársulathoz szegődött egy évre. A társulat azonban a korra oly jellemző módon pár hónap múlva feloszlott. A rövid időszak ellenére is több darabban játszhatott. A Bolond Istók című elbeszélő költeményének második énekében életrajzi említésnek tudható be, amit saját színészi pályájáról írt.

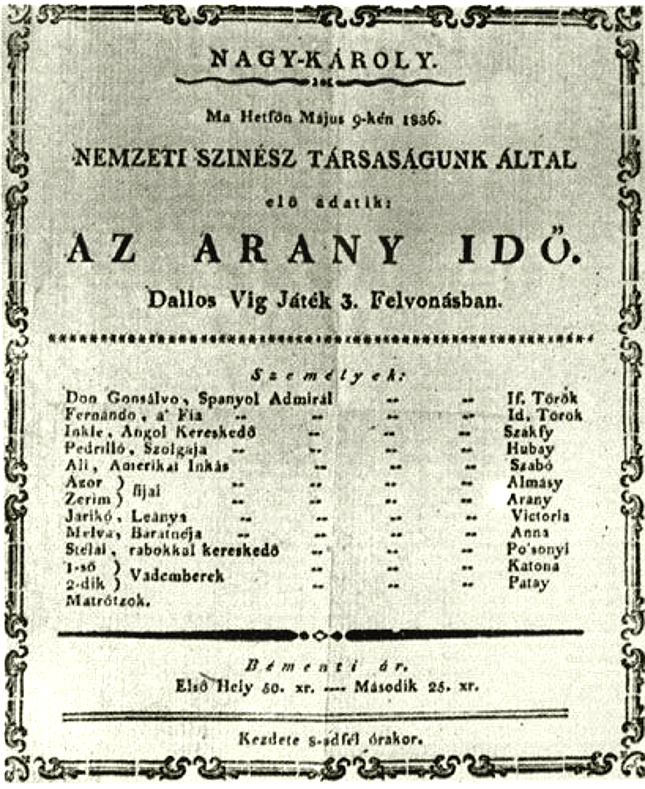
Arany János neve egy 1836-os nagykárolyi színlapon

Első fellépése valószínűleg – Bolond Istókéhoz hasonlóan – a színpad mögött történt, és ennek során a színpad átrendezésekor székeket pakolt. Lépésről lépésre szoktatták ugyanis hozzá a színpadi léthez. A debreceni színlap először 1836. március 3-án említette meg a nevét Ernst Raupach népszerű regényes színjátékában, az Ördög Róbertben, ahol a tanácsnokot alakította. Ezután több darabban feltűnt, hol a második favágó vagy éppen a jövendő századbeli inas epizódszerepében. Nem jelentős színészi megnyilvánulások, de azért arra is lehetősége adódott, hogy énekes szerepkörben szép basszus hangját is megmutassa. Talán legjelentősebb színészi szerepét kapta március 26-án, amikor Babocsay Istvánnak 1805-ben nyomtatásban is megjelent Vígkedvű Mihály című drámájában Biczó István városi tanácsnokot alakíthatta.
A társulat felbomlásáról a Bolond Istók című elbeszélő költeményében így írt Arany:
Egy reggel – épen a bolondok napja,
Az ő nevenapja, april elseje 
Volt, hogy fülét a hír oldalba csapja,
Hogy társaság nincs, már csak hült helye. 
Arany személyes levelezése szerint Debrecenben Fáncsy Lajos és László József igazgatása alatt működő színésztársulat 1836. április 1-jén föloszlott. Az egyéb fennmaradt iratok tanúsága szerint május 1-jén szűnt meg a társulat, de valószínűleg voltak ennek előzményei, és ezért kötötte a költő a bolondok napjához a felbomlást. Egyébként egész áprilisban színpadon volt, de továbbra sem jutott nagyobb szerephez.

### Hazatérése, hivatalt vállalása, szüleinek elvesztése, házasságkötése és gyermekeik megszületése
Ezután egy Hubay nevezetű színész által toborzott és részben a feloszlott társulat romjaiból szervezett vándorszínész csapathoz csatlakozott. Vándorlásuk során Nagykároly, majd Szatmár, végül pedig Máramarossziget lett a célállomás. A néhány hónapig tartó sanyarú hányattatás során megtapasztalta az egyre érezhetőbb nyomort, továbbra sem jött a nagy színészi szerep. Kialudt a színészet iránti rajongó fellángolása. Egy éjszaka, álmában halottnak látta édesanyját, ezért elhagyta a társulatot, és gyalog hazaindult. Németh László megfogalmazása szerinti „vak kiruccanása”, színészkora véget ért.
Egy nap, hasonló gyötrelmek közt álom ért rám – s jó édesanyámat halva láttam. A benyomás oly erős volt, hogy többé nem vethetém ki fejemből, ellenállhatatlan ösztönt érzék hazamenni, de miképp? Sziget Szalontához, az általam ismert úton kerülve, körülbelül ötven mérföld. A direktorhoz, Hubayhoz fordulék, egy húszast kértem tőle lehető díjamból, de fölöslegesnek láttam vele közölni szándékomat. Egy zsebkendőbe kötém egész vagyonomat – kimentem a piacra, hol nyolc pengő krajcárból egy cipót s egy kevés szalonnát vettem, azzal megindultam egyedül, gyalog. Első éjt az erdőben töltém, oláh fuvarosok tüze mellett, a többit kocsmapadokon – s így végre Szatmáron, Nagykárolyon, Debrecenen át, hétnapi gyalog vándorlás után hazaértem, nem nagy örömére szegény szüleimnek.

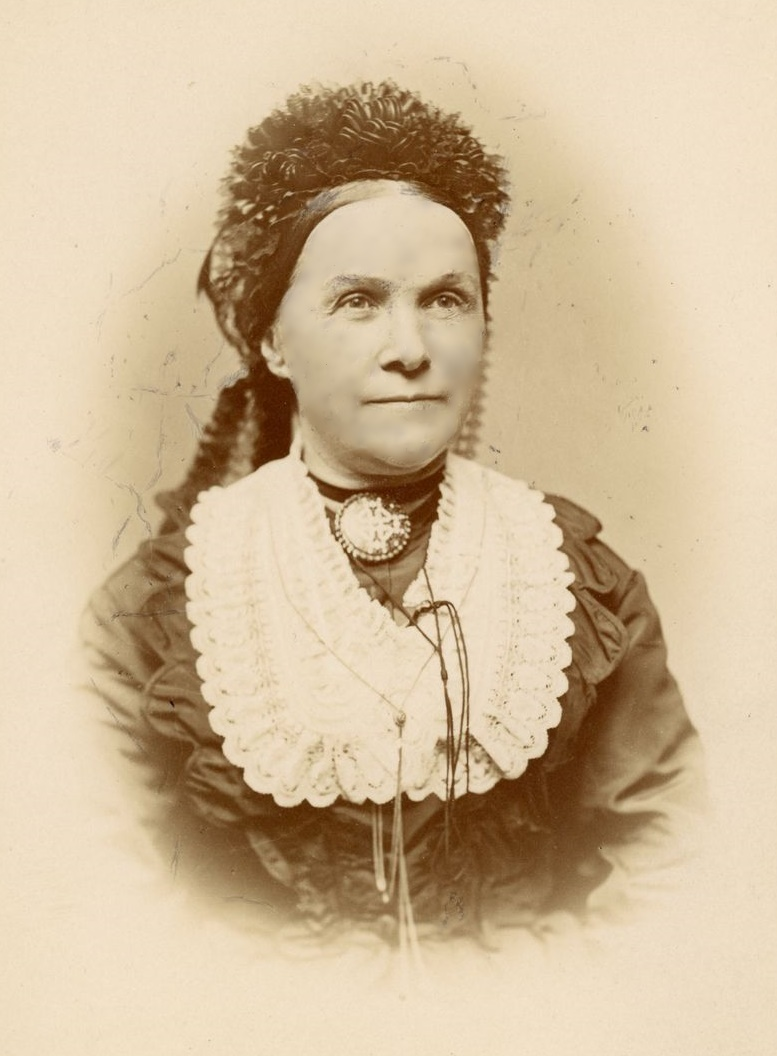
Aranyné Ercsey Julianna, a költő felesége

Otthon megtudta, hogy apja megvakult, anyja pedig haldoklott és két héttel később, hazaérkezése után kolerában megbetegedve elhunyt – ennek hatására egy ideig még a költő is elhallgatott benne. Egyháza és a város részvéttel tekintett a fiú sorsára, és megválasztották őt konrektornak. Szülőhelyén a grammatikai osztályokat tanította 1839 tavaszáig, majd egy évig írnokként helyezkedett el a városnál, végül rendes aljegyző lett Nagyszalontán.

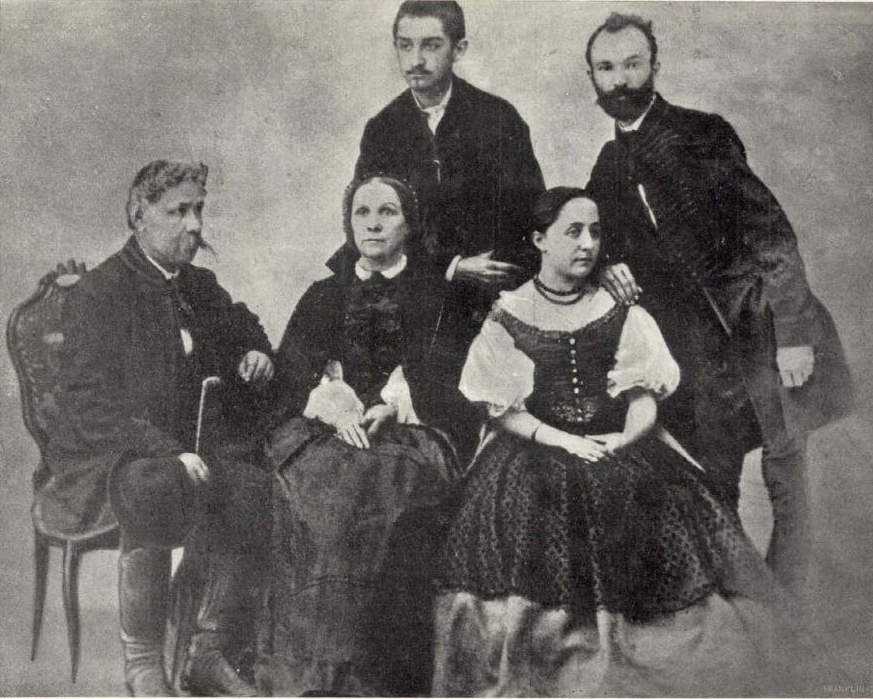
Arany János családja körében 1863 körül

Az 1836-tól 1840-ig terjedő időszakban is sokat olvasott: Shakespeare-t (német fordításban), elővette Homéroszt is, a francia irodalomból pedig François Fénelon Télemakhosz kalandjai című regénye és Florian művei után Molière-t kezdett olvasni, illetve Crébillon rémdrámáit forgatta. Ez időszakban találta meg élete párját is, és fontos lett számára, hogy házasságához biztos anyagi hátteret teremtsen, így kevesebb ideje maradt az irodalom tanulmányozására.
Nagyszalontán 1840. november 19-én vette feleségül Ercsey Juliannát, egy ügyvéd törvénytelen és vagyontalan leányát. Úgy döntött, hogy az esküvő után már nem foglalkozik annyit olvasással és különböző művek tanulmányozásával, hanem helyette minden szabadidejét szeretett feleségével töltötte. Munkájában szorgalmas és kiegyensúlyozott volt, kisebb peres ügyekben segédkezett, passzusokat (marhalevél) állított ki, és a hivatali életben kiválóan teljesített, még a megyei táblabírák is elismerték tevékenységét. Ekkoriban új ismeretekkel is gyarapodott, hiszen munkájából adódóan kitanulta a földmérést.
Házasságukból 1841-ben született Juliska lánya és 1844-ben László fia, aki később ismert bankár, népköltészetgyűjtő, Arany hagyatékának gondozója, kitűnő költő és irodalomtudós lett. Gyermekeinek sikereire Arany mindig nagyon büszke volt. Halála után fia rendezte sajtó alá Arany hátrahagyott iratait és levelezését négy kötetben. Hagyatékának azon része, amely személyes vonatkozással bírt (például családi magánlevelezésének nagyobb része), fia özvegyénél Szalay Gizellánál (1857–1945) maradt. Ezt csak ő és második férje Voinovich Géza (1877–1952) irodalomtörténész kutathatta, aki háromkötetes művet szentelt Arany János életrajzának. A gellérthegyi villájukban őrzött kéziratok, családi magánlevelezés és egyéb relikviák 1945 januárjában belövések és bombázások következtében teljesen megsemmisültek, mivel a közelben német ágyúállások voltak. Levelezésének fennmaradt része Arany László végakarata szerint a MTA Könyvtárának Kézirattárában található.

### Elismert költővé válása: azElveszett alkotmányés aToldi

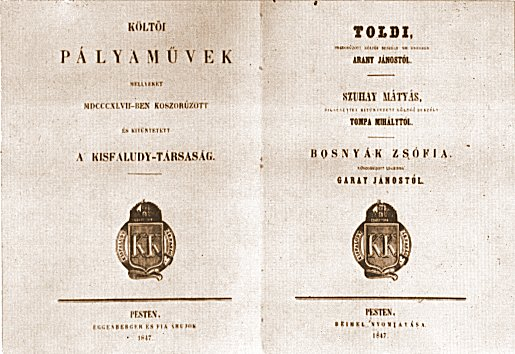
„Toldi” a többi pályadíjnyertessel, és az önálló kiadás címlapjának képe

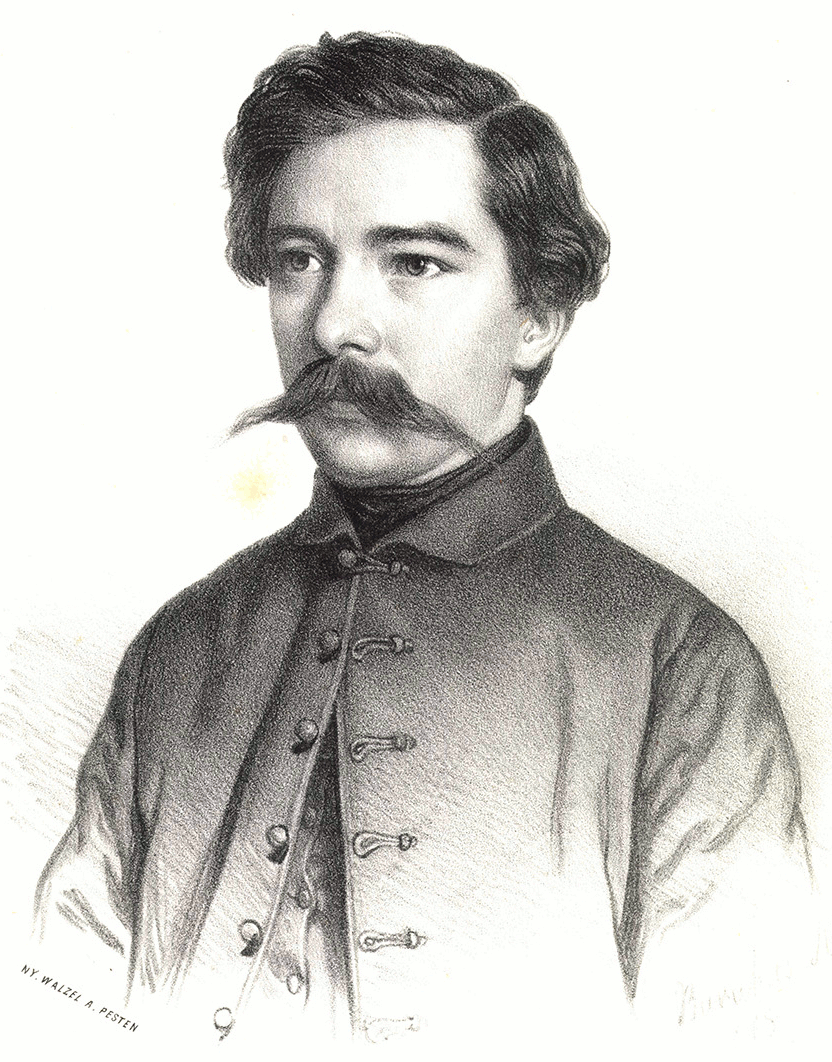
A Toldi szerzője

1842 tavaszán Arany egykori tanulótársa, Szilágyi István Szalontára érkezett rektori minőségben, és a költőt az irodalmi munkásság folytatására buzdította: elsősorban a görög tragédiaszerzők fordítását javasolta neki. Szilágyi István inspirálására, teljesen egyedül tanult meg angolul. Beszélni nem tudott, csak az írásképet ismerte. Az angol szövegeket összevetette a német fordítással, és így kezdett el nyelvtankönyv segítségével lépésről lépésre haladva egyre jobban elmélyülni az angol nyelvű irodalomban. A nyelv olvasásában jártasságot szerezve Shakespeare-t kezdte tanulmányozni és fordítgatni. 1845 nyarán írta az Elveszett alkotmány című szatirikus eposzt, amelyet beküldött a Kisfaludy Társaság vígeposzpályázatára. A mű meg is jelent a Kisfaludy-társaság Évlapjai VII. kötetében, és vele a 25 arannyal járó pályadíjat is elnyerte, bár Vörösmarty nem volt teljesen elragadtatva, és bírálta hexametereit. A kritikai kifogások azonban nem vették el a kedvét, hanem inkább további munkára inspirálták Aranyt.
1846-ban az Életképekben (I. évfolyam 13. sz.) jelent meg tőle egy falusi beszély Egyszerű beszélyke, Úti tárczámból és egy másik Hermina címmel (II. évf. 9. sz.). Az 1846. március 28-án megjelent Egyszerű beszélyke volt Arany első nyomtatásban is megjelent írása.
1846-ban a Kisfaludy Társaság ismét irodalmi pályázatot írt ki. A feltételeket Erdélyi János állította össze és az ő utasítására került be a követelmények közé a népies forma. A pályázat szövege: „Készíttessék költői beszély, versben, melynek hőse valamelyt, a nép ajakin élő történeti személy, például: Mátyás király, Toldi Miklós, Kádár vitéz stb. A forma és a szellem pedig népies legyen. Beküldés határnapja: 1846. november 26. Jutalma 15 db arany.” A Toldi már egyöntetű siker volt, és olyan győzelmet aratott, hogy nemcsak a pályadíjat nyerte meg (1847. február 6-án, amikor a társaság a kitűzött 15 aranyat kivételesen húszra emelte), hanem bírálói ámulatát is. Egyszerre ünnepelt költő lett, és jeles írók figyelme fordult feléje. Petőfi volt az egyik első, aki üdvözlésére sietett, és ismeretlenül is levélben köszöntötte őt. Szilágyi István találóan azt írta Aranynak, hogy a „Toldinak nagy máj adatik”.
Ez időtől kezdve folyamatosan írt az Életképekbe és a Pesti Divatlapba kisebb költeményeket. 1847-ben készítette el a Toldi estéjét és a Murány ostromát. 1847. június 1. és 10. között Petőfi meglátogatta Szalontán, és ettől kezdve szoros barátság szövődött köztük, és rendszeresen leveleztek egymással. Ez a levelezés jelentős kor- és irodalomtörténeti emlék is egyben. Úgy írt és fordított ez időben, hogy közben napi tíz órai hivatali munkáját is ellátta, és családjára is odafigyelt.
1848-ban a Kisfaludy Társaság felvette tagjai közé. Az 1848–49-es forradalom és szabadságharc alatt néhány verset és kisebb elbeszélést írt a folyóiratokba és néhány közéleti helyzetdalt is. Ilyen például a Nemzetőr-dal, de nem hozott létre jelentős esztétikai értéket, mivel az akkori közösségi hangnem távol állt az ő líraiságától. A kormány által megindított Nép Barátja című lap szerkesztését nem vállalta el, csak nevét kölcsönözte hozzá, míg a tényleges szerkesztő Vas Gereben volt. Arany eleinte több költeményt és népszerű politikai cikket írt a lapba, de 1849. március 10-től már a neve sem fordult elő a lapon. Nemzetőrként részt vett a szalontai századdal az aradi várostrom körüli katonai szolgálatban, mintegy 8-10 hétig. Az ostromról így írt a Bolond Istókban: „Oh láttam én (hisz ott is voltam egyszer, / Tenni kevés – de halni volt esély)” Jegyzői hivatalát 1849 tavaszáig megőrizte, de a város nem tudta fizetni a tisztviselőit, ezért a Szemere Bertalan által vezetett belügyminisztériumnál vállalt fogalmazói állást. Hivatalával összefüggésben Debrecenbe, majd Pestre költözött. Mindeközben családja végig Szalontán maradt, ahol otthont adott Petőfi családjának 1849. január végétől májusig.
Június végétől megkezdődött a cári csapatok előli menekülés. Nagyszalontán keresztül vonultak vissza Görgei tábornok egységei. Néhány napig nála húzta meg magát menekülő és bujdosásra kényszerülő írótársai közül Vörösmarty Mihály és Bajza József. Nemsokára ő is menekülni kényszerült, és egy ideig bujdosott. Erdőkben töltötte napjait, és később, amikor visszamerészkedett otthonába, éjszakákat töltött felöltözve, arra várva, hogy hátha őt is letartóztatják. A félelem mellett legalább ilyen teherként jelentkezett, hogy „csaknem földönfutó valék”, ahogy írta később, mert az 1849-es év a teljes anyagi ellehetetlenülés szélére sodorta családját.

### A szabadságharc után
A világosi fegyverletétel után nem tartóztatták le, rövid bujdosás után közéleti szerepet nem vállalva visszatérhetett Szalontára. Időközben Tisza Lajos meghívta Gesztre, hogy fiát, Domokost költészetre oktassa. Szemléletének ellentmondásaira jellemző, hogy az elbukott magyar szabadságharcot kétféleképpen tudta értékelni: elégikusan és ironikusan is.
Arany a bukás után sem pártolt el a szabadságharc eszméitől. Évnapra című versében (1850) 1848. március 15. megtagadását a Megváltót eláruló Péter gyengeségéhez hasonlítja; a Szondi két apródja a szabadságharc dicsőítése. S ha a Nagyidai cigányokban torzképet rajzol is a szabadságharcról, a gúny csak a vezéreket éri, mert Arany másképp ítélte meg a vezetőket és másképp a népet.
1850-től kezdve megint írhatott, és folyóiratokban leginkább lírai költeményeket publikált. A Bach-korszakban lassan azért hozzákezdett anyagi helyzetének rendezéséhez, a Nép Barátja tiszteletdíjaiból nádfedeles, rozzant, kétszobás parasztházat tudott vásárolni, melyhez volt egy apró gyümölcsöse is.
Az 1851. év második felében a nagykőrösi református egyház hívására a Nagykőrösi Református Gimnáziumban a magyar és latin nyelv és irodalom tanárává választották, és az év őszén egész családjával Nagykőrösre költözött. A hely mezővárosi létéből fakadó parlagiasságával feloldhatatlan ellentmondásba került tehetsége, tíz éven keresztül mégis lelkiismeretes és pontos tanár volt. Folyóiratokban rendszeresen publikált, és ebből az időszakból származnak nagyobb művei is. Nagykőrösi tanárként rendszeresebben tanulmányozta a magyar nyelvet és az irodalmat, illetve a világirodalom nagyobb eposzait is újraolvasta. Ez időben néhány értekezést írt az Uj Magyar Museumba is (1854, 1857).

### A Magyar Tudományos Akadémia tagjaként
A Magyar Tudományos Akadémia tízévi szünet után megtartott nagygyűlésén, 1858. december 15-én előbb levelező, majd még aznap rendes tagjává választotta. Székét 1859. október 31-én Zrínyi és Tasso című értekezésével foglalta el. Ekkoriban sokat betegeskedett, gyomorbántalmak kínozták. Hívták többfelé is tanárnak, de nem vágyott új állásra, mert sokkal mozgalmasabb életet szeretett volna. 1860. július 15-én a Kisfaludy Társaság igazgatójává választotta, így Pestre költözött, és még az év november 7-én megindította a Szépirodalmi Figyelőt, amelyet 1862. október 30-ig szerkesztett.
Szalay László elhunytával a Magyar Tudományos Akadémia titkára lett 1865. január 26-tól, majd az új alapszabályok kihirdetése után, 1870. január 17-én a közgyűlés főtitkárrá nyilvánította. Toldy Ferenc halála után 1875–ben egyetemi tanszék vezetésére kérték fel Trefort Ágoston vallás- és közoktatásügyi miniszter felajánljotta a budapesti egyetemen megüresedett magyar irodalomtörténeti tanszéket. A nagy megtiszteltetés ellenére ezt egészségi állapotára való hivatkozással, nem tudta elvállalni.
A főtitkári teendők alól is megromlott egészsége miatt több ízben is kérte felmentését. 1877-ben lemondott főtitkári hivataláról, de ezt az akadémia nem fogadta el, hanem egy évre szabadságra küldték. Miután ez letelt, megismételte lemondását, amit az akadémia szintén nem fogadott el, hanem megint egy évre szabadságolták. 1879-ben harmadszor is kérte a felmentését, és ezt már elfogadták. A döntéshozóknak közben az is feltűnt, hogy főtitkári fizetését, melyet egyébként az alapszabályok életfogytig biztosítottak neki, már az eltelt két évben sem vette fel. Arany ki is jelentette, hogy végleges visszalépése után sem fogja azt elfogadni. Ezért arra kérték, hogy legalább az akadémia palotájában levő főtitkári lakást használja a továbbiakban, és – hogy senkiben se merülhessen fel kétely – a nagygyűlés tiszteletbeli főtitkári címmel ruházta fel, és igazgatótaggá választotta őt.

### A walesi bárdokkeletkezése és leánya halála

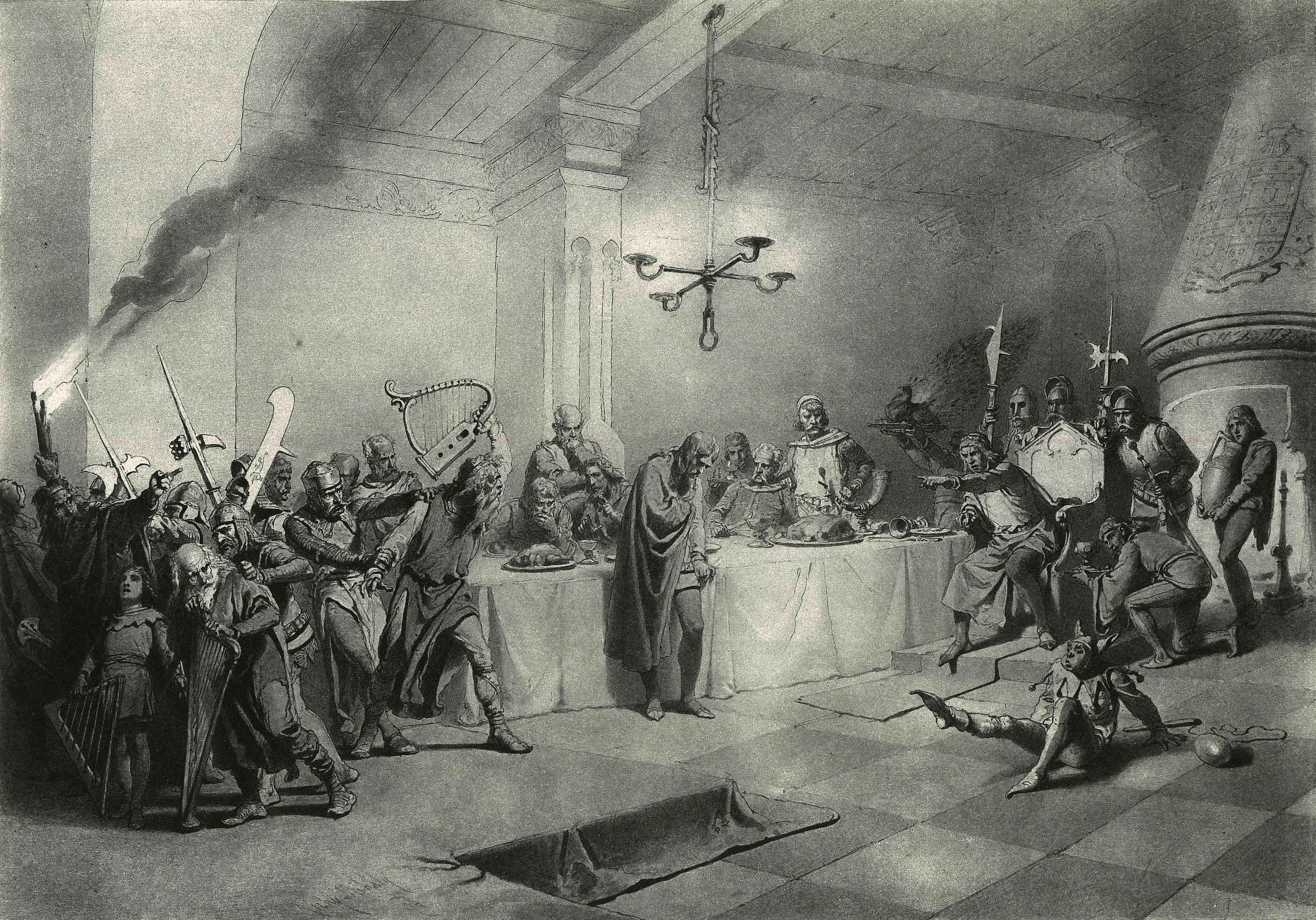
Zichy Mihály: Illusztráció A walesi bárdokhoz

1857-ben, Ferenc József és Erzsébet királyné magyarországi látogatása alkalmából a kormánypárti Budapesti Hírlap főszerkesztője – mások mellett – felkérte Arany Jánost egy üdvözlőbeszéd megírására. Az alkotást akadályozó tartós betegségre hivatkozva tért ki a felkérés elől. Mindezek ellenére az utókor a 2000-es évek közepéig azt gondolta, ekkor írta, saját fiókjában tartva, A walesi bárdok című balladát. Milbacher Róbert irodalomtörténész szerint a vers valójában csak négy évvel később, 1861 körül született, részben Széchenyi István Ein Blick című pamfletjének hatására, részben pedig mert megtudta, hogy egy másik költő, Tóth Endre Ötszáz gael dalnok címmel ugyancsak megírta a walesi bárdok történetét. Például „a koronád legszebb gyémántja” szófordulatot szó szerint Széchenyitől vette át Arany. Hász-Fehér Katalin A walesi bárdok keletkezés- és közléstörténete című elemzésében azt a megállípítást tette, hogy az Arany-filológia mai állása szerint nincs közvetlen bizonyíték a keletkezés pontos időpontjára.
Ebben az „óangol” balladában Eduárd angol király látogatásra indul újonnan leigázott tartományába, Walesbe. Mindenki számára nyilvánvaló volt, hogy Edward maga Ferenc József, a walesi bárdok pedig a magyar költők. 1863-ban az általa ugyanebben az évben indított Koszorú című lapban jelent meg először A walesi bárdok. A verset a cenzúra miatt nem sajátként, hanem egy óangol ballada fordításaként írta alá.
A Koszorú folyóirat 1865 júniusának végén szűnt meg. Arany számos cikket, írói arcképeket, valamint bírálatot és értekezést írt a magyar verselésről. Lelkének belső feszültsége jót tett költészetének, mert versek írására ösztönözte. Lírája ebben az évtizedben bontakozott ki legsokoldalúbban. Mélyen átélte a polgárosodó világ elidegenedését. 1865-ben leánya, Juliska, méhgyulladást kapott – szervezete legyengült, majd a tüdőbaj végképp legyőzte, fél évvel azután meghalt, hogy Szél Kálmántól kislánya született, Szél Piroska. Szeretett leányának váratlan halála mélyen megrendítette Aranyt, olyannyira, hogy amikor verset kezdett írni lánya emlékére, a negyedik sor után megakadt, és ezt írta füzetébe a folytatás helyett: „Nagyon fáj! nem megy!” A családi életben bekövetkezett tragédia hatására több mint egy évtizedre a költő is elhallgatott benne. 1868-tól Aranyék nevelték Juliska kislányát, aki 21 éves korában ugyancsak a tüdőbaj áldozata lett.

### Betegsége, halála és temetése
Deák Ferenc és a kiegyezés híve volt, de A walesi bárdok című művében is kifejezte, hogy a leigázott tartomány urát nem szíveli. A költőfejedelem emblematikus alakja volt korának, és ezt az uralkodó, Ferenc József felismerte. 1866-ban elismerve érdemeit és fejet hajtva költői munkássága előtt, Arany Érdemkereszttel tüntette ki. A Belügyminisztériumból az MTA címére kiküldött érdemkeresztet a költő nem akarta elfogadni, ezért értesítette a belügyminisztert, hogy visszautasítja azt. A megkeresésére hamar választ kapott, hogy nem teheti meg, mert a Hivatalos Lap már leközölte a kitüntetést. Ezután nem tehetett egyebet, minthogy a kitüntetés mellé írt egy fricskát, és a fiókjában felbontatlanul őrizte, a kettőt együtt halála után találták meg.
Ferenc József koronázása alkalmával újabb, immáron fejedelmi kitüntetést adományozott a magyar nemzet akkor élő legnagyobb költőjének, 1867-ben a kiváltságosak közé emelte, és a Szent István-rend kiskeresztjével tüntette ki. Arany ezt az uralkodói kegyet is megpróbálta visszautasítani, de báró Eötvös József vallás- és közoktatásügyi miniszternek írt tiltakozására azt a választ kapta, hogy: „…neked jogodban áll e rendjelt nem hordani, s ezt alkalmasint tenni is fogod, de azt visszaútasítani, ahhoz bizony, barátom, nincs jogod. Nemcsak a fejedelem iránti tiszteletet, de más érdekeket sértenél meg…” Közben az újságból értesült, hogy a belügyminiszter „Budán folyó év és hó 11-én 2366. elnöki szám alatt kibocsátott” rendelete az ő kitüntetéséről szól. Ekkor tiltakozásul írt báró Wenckheim Béla belügyminiszternek is. A két miniszter személyesen is felkereste, és végül hosszas kapacitálás és levélváltások után írta e sorokat: „– Én tartottam magamat, míg lehetett, de végre belátván, hogy nagy demonstrationalis látszat nélkül (mitől mindig irtóztam) a visszautasítás meg nem történhetik, beleegyeztem…”
1865-től 1876-ig eredeti művein alig dolgozott valamit. Miután megvált főtitkári hivatalától, a visszavonulás jót tett irodalmi munkásságának, mert számos lírai költeményt és balladát írt ez időben. Művei a Margit-sziget tölgyfái alatt, egyfajta őszi virágzásképpen születtek. 1879-ben készült el a Toldi szerelme című elbeszélés tizenkét énekben, melynek első kiadása két hónap alatt elfogyott. A Magyar Tudományos Akadémia és a Kisfaludy Társaság is jutalmával tüntette ki. A Társaság ötvenaranyos jutalmából alapítványt hozott létre. Élete végén Arany nagyobb vállalásai közül a Toldi szerelmét tudta befejezni. Irodalmi tevékenységét ekkor már az is nehezítette, hogy megrendült az egészsége: 1868-ban veszélyes máj- és bélgyulladást állapítottak meg nála, emiatt rendszeres gyógyfürdőzést írtak elő neki. Évente látogatta a karlsbadi fürdőt, de megfordult Szliácsfürdőn is. 1870-ben korának legnevesebb sebésze, Kovács Sebestény Endre operálta meg, és több epekövét is eltávolította. Hallása és látása is romlani kezdett, de felesége gondoskodásának és a megfelelő étrendjének köszönhetően néha-néha megint elláthatta hivatalát, és még az irodalommal is foglalkozhatott. A fulladozó, nehéz légzése azonban napközben is gyakran jelentkezett, de különösen a reggeli és a hajnali órákat nagyon megszenvedte.
Az 1870-es évek során befejezte a Hamlet és a János király fordítását, lefordította Arisztophanész összes művét, elkészült a Bolond Istókkal, valamint megírta az Őszikék című ciklusát, és bevégezte a Toldi-trilógia középső részét, a Toldi szerelmét. Régi betegsége, a heveny hörgőgyulladás 1878 áprilisában újra kitört rajta, de a szokottnál súlyosabban. Végül – egy városi legenda szerint – a pesti Petőfi téri Petőfi-szobor 1882. október 15-i avatásán meg is hűlt, és tüdőgyulladást kapott. Ettől kezdve állapota fokozatosan romlott, és egy héttel később, október 22-én déli 12 órakor elhunyt Budapesten, a Magyar Tudományos Akadémia palotájában lévő szolgálati lakásában, élete 66., házasságának 42. évében.
Temetése október 24-én, délután 3 órakor a Kerepesi temetőben a református egyház szertartása szerint zajlott. Végső nyughelyére az akadémia tagjai testületileg kísérték. Ravatalánál Gyulai Pál, Szász Károly és Török Pál református püspök tartott gyászbeszédet. Később a Margit-szigetről áttelepített tölgyeket ültettek a sírja fölé. A Kisfaludy Társaságban 1883. október 24-én, Gyulai Pál a Magyar Tudományos Akadémián, az 1884. június 8-i ülésen pedig Szász Károly tartott fölötte emlékbeszédet.

## Arany jelentősebb költeményei
Arany János az európai magyar olvasó legnagyobb bánata: Európa nem vette tudomásul. Holott – vélik – ő mutathatta volna meg legjobban, mire képes ez a nyelv és ez a költészet: ő volt a magyar vers és nyelv legnagyobb mestere.
A magyar irodalom legkiemelkedőbb epikus költője és az egyik legnagyobb magyar népi költőfejedelem. Majdnem fél évszázados költői munkássága során folyamatosan, de mennyiségileg és minőségileg egyenetlen eloszlásban születtek költeményei, ám mégis tökéletes irodalmi művek sokaságát alkotta meg. Jelentős vers minden költői szakaszában található. Pályakezdésének ideje az 1845–1849 közötti időszak. A következő a szabadságharc utáni költészete (1849–1866), azután a hazáját és a családját ért csapások miatt hosszú ideig tényleg hallgatag ember lett, és a „szünetelt korszak” követett, amikor egyáltalán nem írt verseket. Pályafutása végén azonban rövid időre megint visszatért költőként, és ekkor született sorrendben a harmadik költői korszaka, az Őszikék (1877–1880), amikor viszonylag rövid idő alatt nagyon sokat alkotott. Remekbe szabott balladái miatt kortársai „a ballada Shakespeare-jeként” tisztelték, és az írók közül kiemelkedett páratlanul gazdag magyar szókincsével is.
Hogy mennyire gazdag volt ez? Összehasonlították az irodalmi műveiben használt egyedi szavakat Vörösmarty Mihály, József Attila, Petőfi Sándor, Babits Mihály és Ady Endre hasonló műveiben előfordulókkal. Arany igen jelentős, 60 ezer körülit, a második Vörösmarty 44 ezer körülit, míg a közülük sereghajtó Petőfi 20 ezer körüli egyedi szót használt. Ilyen ma már ritkán használt köznyelvi szavak például a műveiben előforduló olyan állatnevek, mint a toportyán (aranysakál, Toldi – Negyedik ének)) és a pitypalaty (fürj, Télben című vers).

### Elbeszélő költeményei
Arany elbeszélő költemények, más néven verses vagy költői elbeszélések, illetve az ő idejében használatos elnevezéssel költői beszélyek formájában írta meg már az első komolyabb irodalmi alkotását is. Ez volt Az elveszett alkotmány. Ezzel a Kisfaludy Társaság pályázatát elnyerte, de Vörösmarty Mihály még fenntartással fogadta Arany János bemutatkozását. A későbbi irodalmi szempontból sokkal jelentősebb költeményei azonban már meghozták a költői hírnevet és az általános elismerést.

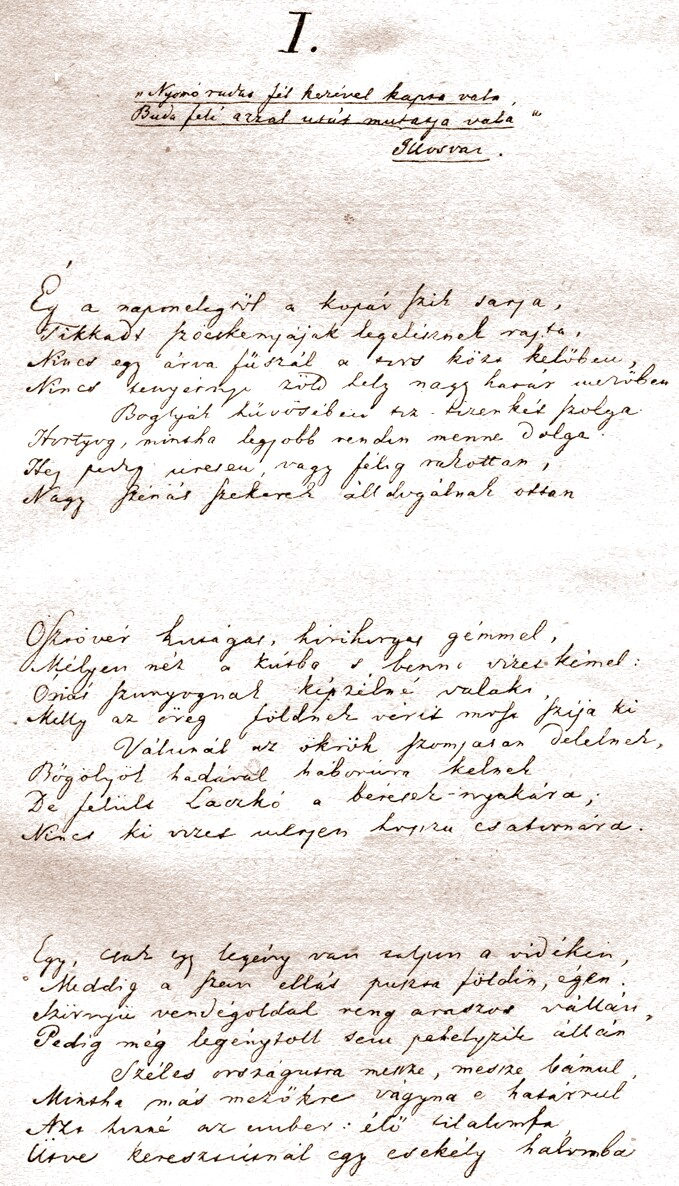
A Toldi kézirata (Arany László ajándékozta 1886-ban Lehr Albertnak annak emlékére, hogy Lehr Toldi-kommentárja megnyerte az Akadémia nagyjutalmát)

A legjelentősebb – és mind közül kiemelkedik terjedelmében is – elbeszélő költeménye a Toldi-trilógia, mely a Toldi (1847), a Toldi estéje (1854) és a Toldi szerelme (1879) részekből áll össze. A művekben szereplő Toldi Miklóst sokáig kitalált személynek gondolták. Bebizonyosodott azonban, hogy Arany által a magyar hősök közé emelt, valóban kivételes fizikai adottságú bihari birtokos nemes valós személy volt. A trilógia nagy része történeti tényekkel is alátámasztható, azonban vélhetően vannak kitalált részek is benne, ilyen lehet például a testvérével kialakult konfliktusa, harca a farkasokkal vagy a cseh vitézzel vívott sajátos párbaja.
Ez a trilógia azonban nemcsak Toldi nevét emelte magasba, hanem a szerzőét is halhatatlanná tette. Érdekesség, hogy a trilógia három része három különböző időpontban – teljesen más történelmi korszakokban – született, és nem a történések időrendjében készült el. Hasonló nagyszabású munka lehetett volna a hun eredettörténetből vett Csaba-trilógia de ennek csak az első része, a Buda halála készült el teljesen.
Aranyt nemcsak szépíróként foglalkoztatta a verses elbeszélői forma, kortárs és klasszikus eposzértelmezéseiben, kritikáiban is írt a műfajról. Visszatérő elvárásként fogalmazta meg a „vérré válás” normáját. Ez alatt azt értette, hogy az eposz hitelét, értékét a közösségi befogadás biztosítja, a népi szájhagyományba való visszaépülés ugyanolyan műfaji követelmény, mint az eposzi kellékek. Takáts József irodalomtörténész hívta rá fel a figyelmet, hogy ez az eposzelmélet Arany szokásjogi gondolkodására vezethető vissza. Lehetséges forrásként Arany másodjegyzőként szerzett jogi tapasztalatára hivatkozik, de meggyőző példákat hoz Arany nyelvészeti témájú írásaiból is. Mindkét esetben egy alulról érkező, gyakorlatból és közhasználatból építkező szabályrendszer érvényesül egy kívülről előírottal szemben. Innen jól látható, hogy Arany egyedi eposzfelfogása a korban jellemző szokásjogi gondolkodáson alapszik.
Jelentősebb elbeszélő költeményeinek rövid bemutatása:
- Toldi (1847): A Kisfaludy Társaság pályázatára készített, műfaját tekintve elbeszélő költemény, melyet vélhetően az előző pályázaton díjnyertes Az elveszett alkotmányt ért Vörösmarty bírálat is inspirált. A történet ihletét vélhetően Ilosvai Selymes Péter Az híres nevezetes Tholdi Miklósnak cselekedeteiről és bajnokságáról való história című krónikája adta. A kiírt pályázaton a mű nemcsak a díjat nyerte meg, hanem példátlan módon a kitűzött tizenöt aranyat kivételesen húszra emelték. Arany ezzel az alkotásával ünnepelt költővé vált, és jeles írók figyelme fordult felé. A tizenkét énekből álló költemény költői képekben gazdag, melyek közül az egyik legszebb az álom-allegória: „Majd az édes álom pillangó képében / Elvetődött arra tarka köntösében...”[45][47]
- Toldi estéje (1854): A Toldi váratlanul nagy sikere ösztönözte az újabb mű megírására. Levelében értesítette barátját, Petőfi Sándort, hogy „Egy Toldit akarok még írni, Toldi Estéjét…” A kéziratot 1848. április 1-jén elküldte Petőfi Sándornak, de a forradalmi események miatt csak 1854 tavaszán jelent meg. A mű az irodalmivá emelt népnyelven íródott. Fogadtatása a késedelem ellenére lelkes volt. Eötvös József rögtön a megjelenés után Aranynak küldött levelében így írt: „Ha valaha művet láttam, mely minden követeléseimnek megfelelt: Toldi Estéje az…” Gyulai Pál, az egyébként rettenthetetlen kritikus nem kevesebbet állított, minthogy: „Arany Jánosé az első hely a magyar költészetben.”[45][48][49]
- Buda halála (1863): Arany a kiegyezés előtti években írta Pesten. A mű a tervezett hun-trilógia egyedül befejezett része, melynek műfaját nem lehet egyértelműen meghatározni. A történetben Buda király megosztja hatalmát öccsével, Etelével. Ez a lemondás vezet aztán a király későbbi halálához. A tragikum kifejezése, a metaforákban gazdag fordulatok, nagy művészi hatású és korszerű alkotássá tette a költeményt.[50][51]
- A nagyidai cigányok (1851): A vers az 1848–49-es szabadságharc egyfajta ironikus értékelése, műfaja szatirikus eposz. A magyar nemesség azon liberális álláspontjával értett egyet, amely hitt a lassú, de szerves fejlődésben. Kossuth Lajos nézeteit nem fogadta el maradéktalanul, és álmodozónak gondolta. Ironikus szatírájának és világképének változásában Kemény Zsigmond Forradalom után című 1850-ben írt röpiratának volt nagy szerepe. A versben a groteszk hangvételt nagy nyelvi igénnyel szedte versbe, például ilyen, akár már komikusnak ható fordulatokkal: „Ló, három, szilajok, valamint a csiga, … Dicsőségünk nem fér papirosomra, Nohát nem is bántom. … Lenyakazva egymást, szépen megbékéltek. …Köröskörnyül immár meg van rakva sebbel, Mint az ángol ember kaputrokja zsebbel;” Reviczky Gyula szerint ez volt Arany legtöbbet vitatott és legzseniálisabb műve is egyben.[50][52]
- A Bolond Istók első éneke 1850-ben, míg a második 1878-ban készült el. A műfaja elbeszélő költemény, a cselekmény pedig Arany vándorszínészi élményein alapult. A vers a szerencsétlen sorsú alsó néposztályok életét mutatja be.[50][53][54]
- Toldi szerelme (1879): Élete vége felé a költő nagy vállalkozásai közül befejezett mű. Jóval terjedelmesebb és meséjében is bonyodalmasabb, mint bármelyik másik Arany-költemény. Nagy sikert aratott alkotás, első kiadása két hónap alatt elfogyott. A Magyar Tudományos Akadémia és a Kisfaludy Társaság is a jutalmával tüntette ki.[45][55]

### Lírai költeményei
Arany pályája több korszakra is felosztható, azonban lírai költészetének darabjai minden egyes alkotói szakaszában megtalálhatóak. A majdnem fél évszázados költői tevékenységében ezek mennyiségileg és minőségileg is egyenetlen eloszlásúak. Jelentős és kiemelkedő korszak a nagykőrösi időszak. Az 1860-as években a lírai költészet a Bach-korszak bukásával talaját vesztette, és Pestre költözésétől ez nála is megfigyelhető, hiszen költészete másként bontakozik ki. Az 1861–1877 közötti időszakban átélt élmények lírai megörökítése ugyan elmaradt, de egyfajta kárpótlásként lírai szövegek azért előfordulnak az Őszikék versciklusában.

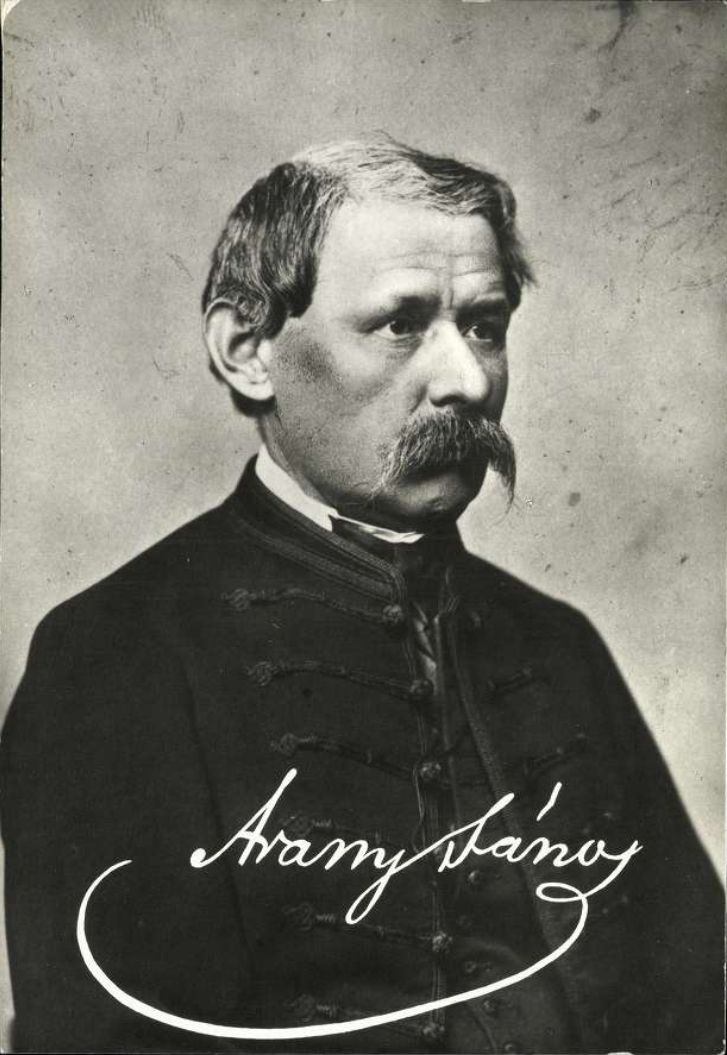
Arany János 1867-ben

A szabadságharc utáni időkben a vallás szerepe a természettudományok fejlődésével a korábbiakhoz képest bizonyos mértékben visszaszorult. A túlvilágba vetett hit és a földöntúli élet léte megkérdőjeleződött, és így megrázó élménnyé vált a halál véglegessége. Arany átérezte korának nagy világnézeti válságát és lélektani hatását, és költészetére az is hatott, hogy az európai szabadságküzdelmek mind sorra elbuktak. A magyar szabadságharc elvesztése miatt érzett kiábrándultság és az elvesztett remény lírai költészetére is jelentős hatást gyakorolt.
Korai darabjai között két igazán kiemelkedő vers van: A rab gólya (1847) és a Nemzetőrdal (1848).
- A rab gólya (1847): Az 1847-ben írt népies költeménye a lírai kisepika szép példája. A versben szereplő rab madár egy fehér gólya. A madarak általában a szabadságot jelképezik, de itt a törött szárnyú gólya vélhetően a költő lelkiállapotát jeleníti meg. Ő ez időben Szalontán élt egyfajta vidéki elszigeteltségben, és valószínűleg ennek az érzésnek ad hangot a költemény.[58][59]
- Nemzetőrdal (1848): A forradalmi lelkesedés és a népies dalköltészet egyesülése, mely a katonatoborzók hangulatát idézi meg. Első sorában mindjárt előtör a nemzeti büszkeség is: „Ne félj, babám, nem megyek világra: / Nemzetemnek vagyok katonája.” Ez a költemény megzenésítését követően népdallá is vált.[56][60]

A későbbi és az ötvenes évek első felének lírája javarészt Nagykőröshöz köthető. A Letészem a lantot (1850) ugyan még a költözés előttire datálható, de ezeket a költeményeit a szabadságharc bukása érlelte lírikussá. E korszak (1849–1866) jelentősebb versei az alábbiak:
- Letészem a lantot (1850): A mű fél évvel a szabadságharc leverése után íródott. A műfaja elégia, és már a címe is beszédes, hiszen a költő tart a megtorlástól, és arra készül, hogy felhagy az írással. Két létállapotot állít szembe, egy értékben gazdag múltat és egy értékszegény világot, a jelent. A versszakok végén refrénként tér vissza a fájdalom: „Hová lettél, hová levél, Ó lelkem ifjúsága?”[58][62]
- Családi kör (1851): Arany lirizált kisepikájának egyik legismertebb és méltán népszerű verse. A benne lévő bensőséges idill teljesen más, mint az ötvenes évek más ilyen jellegű lírai költeményeié. Olyan képi ábrázolást alkotott meg, amely a nép egyszerű fiának is eligazodást ad a nehéz időkre, és buzdít is egyben. Apaközpontú világával a Toldit idézi meg, és egyfajta hangulatos életképben ünnepi megvilágítást kap a család mindennapos együttléte, ahova a vendégként fogadott „béna harcfi” képében betör a történelmi valóság is.[63]
- Kertben (1851): Pesszimista életszemléletű irásainak egyikke. A mű szavait idézve: „Közönyös a világ… az élet – Egy összezsúfolt táncterem, … Nagy részvétel, ha némelyikünk – Az ismerőst … megismeri.” A költeményben feltör a szabadságharc leverése miatt érzett elkeseredés, amelyet a költő iróniával fejez ki. A fegyverletétel után ugyan fejlődésnek indult a tőkés rendszer, de az elsősorban nem magyar érdekeket szolgált. A polgárosodástól a magyarság többsége csak hátrányokat szenvedett. Az Alexander Bach nevével fémjelzett korszak tönkretette a személyes kapcsolatokat, úrrá lett sokakon az elidegenedés, hiszen ez a rendszer egyfajta gépnek tekintette az embereket. Ez a vers ennek a fásultságnak egyfajta bemutatása.[58][64]
- Visszatekintés (1852): A versben megjelenik az illúziók köddé válása, a céltalanság, a kiüresedés, az idill elérhetetlen messzesége, és az is, hogy már a halál sem megoldás. Stílusában kevert hangnemű, egyszerre elégikus és ironikus, a puritán életvitelt kudarcként ábrázolja. A mű befejezésében a költő a „Hit – Remény – Szeretet” hármasságnak a biedermeier almanach-költészet bibliai hagyományához nyúl vissza.[58][65]
- A lejtőn (1852–57): Ez a költeménye is elégikus hangnemben íródott dalszerű vers. Két olyan irodalmi műre utalnak első és utolsó sorai, amelyek fontos szerepet töltöttek be a szerző élményvilágában. A vers kezdete Edgar Allan Poe A holló című híres költeményét idézi fel. A záró rész azokra a sorokra emlékeztet, amelyek a Hamletben Ophelia halálának körülményeit mutatják meg.[58][66][67]

### Balladái

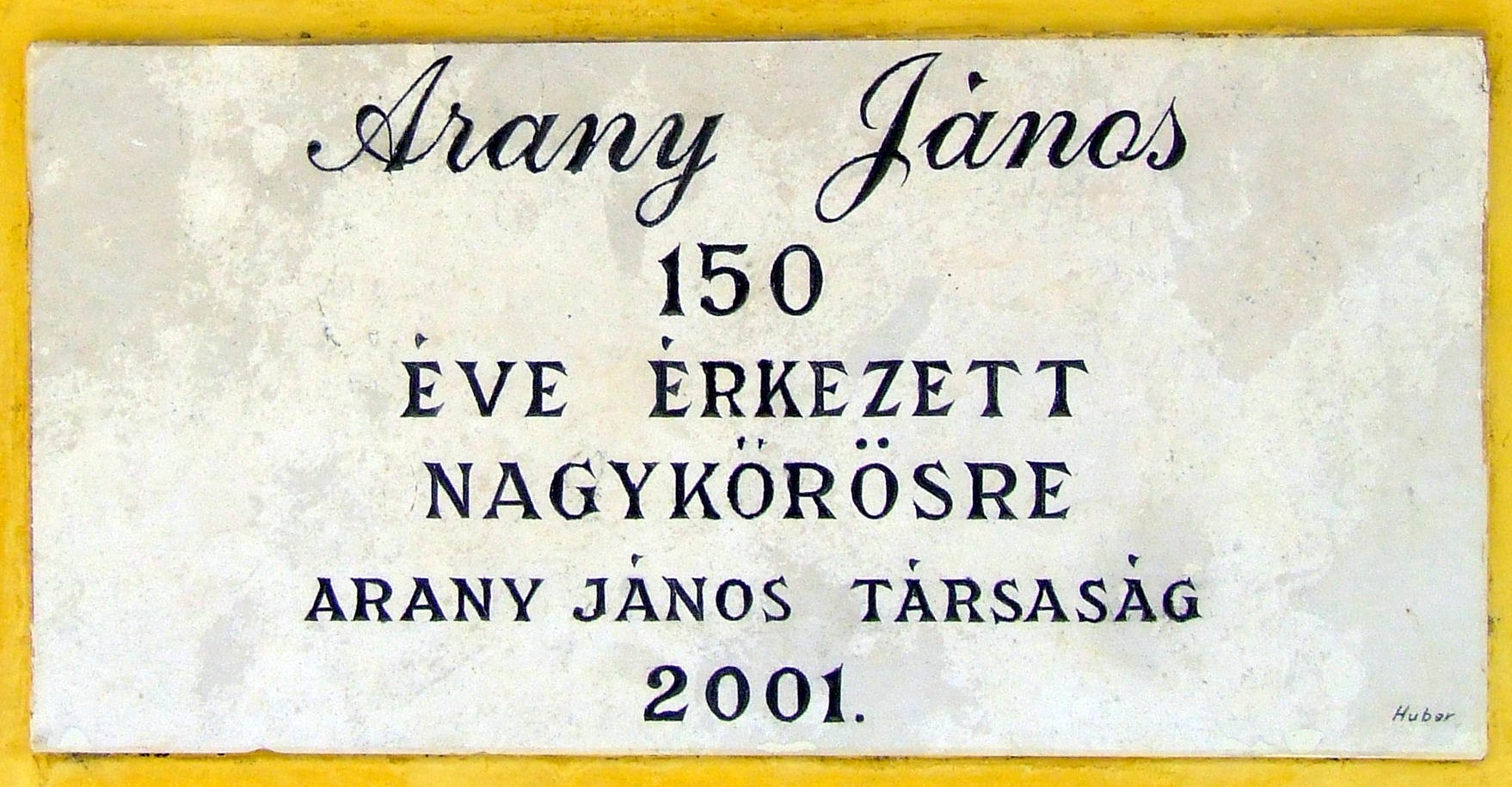
2001-es emléktábla a nagykőrösi Arany János Múzeum falán

A ballada (a provanszál balada, azaz „tánc” szóból eredeztetik) a szépirodalomban meghatározását tekintve az epikának egy lírai jegyeket is mutató költői műfaja. Greguss Ágost szerint „tragédia dalban elbeszélve.” Arany elsősorban lírikus költő volt, de a gondolatibb líra felé vonzódott. A Toldi estéje és a balladái jó példák erre. 1853 után kezdett rendre balladákat írni, főleg nagykőrösi tanársága idején, és kétségtelenül ezek a legjobban szerkesztett költemények életművében. Végigkomponáltságuk egyedülálló, és ilyen típusú balladákkal a magyar irodalomban majd Ady Endrénél lehet megint találkozni.
Már 1847-ben is kísérletezett a balladával, de ezen verstípusait a nagykőrösi években emelte igazán magas színvonalra. Közel állt hozzá a történetet kihagyásokkal, párbeszédekkel dramatizáló ballada, amelyet a skót és a székely népköltészetből ismert meg. Nem úgy, mint a történetet lassabban adagoló románcot, melyet a latin népek (elsősorban spanyolok) költészetéből és még talán a németektől ismerhetett meg. Jól bizonyítható ez a Hunyadi-balladakör két megírt részének: az V. Lászlónak (1853) és a Mátyás anyjának (1854) összehasonlításakor, mivel az előbbit lényegesen nagyobb igénnyel írta meg.
Balladatípusai három szerkezeti megoldást tartalmaznak. Az elsőt egyszólamú, vonalszerűen előrehaladó balladának lehet nevezni. Ez áll legközelebb a románchoz, nevezik még népies balladának is. Ide tartoznak első balladakísérletei: A varró leányok (1847), Az egri lány (1853) és két nagy vers: Zách Klára (1855) és A walesi bárdok (1857). Korai balladái közül a fontosabbak:
- Mátyás anyja (1854): A vers arról szól, hogy az aggódó Szilágyi Erzsébet levélben próbál hírt kapni Prágában raboskodó fiáról. A műben allegorikus a hírvivőként szerepel a holló, a Hunyadi-család címerállata.[69]
- Zách Klára (1855): A magyar történelem egyik leghírhedtebb merényletét Záh Felicián követte el, akinek családját különös kegyetlenséggel I. Károly Róbert parancsára kivégezték. Többek közt Zách lányát, Klárát is. Arany a tömbszerűen szaggatott történetmondással lelassítja az elbeszélést. A lépcsőzetes szerkezetet a bosszúálló királyné szavainak idézése zárja le, és az utolsó sorokban a magyar haza kilátástalan helyzetén kesereg a költő.[70]
- A walesi bárdok. (1861 körül)[m 8][28][71] Versformája az úgynevezett skót ballada. Több versében a bűn és bűnhődés gondolatát állította középpontba, és ezekhez tartozik a walesi bárdok is. A szakaszos tördeltség benyomását erősítő belső ismétlések itt is uralkodó szerepet játszanak, mind az elbeszélésben, mind a párbeszédben, sőt közöttük is. Történeti tények egyébként nem támasztják alá, amit Arany ebben a balladában megénekelt.[72]

A második csoportba sorolható balladáit történelminek lehet nevezni. Ezeknek a balladáknak távolibb a rokonsága a románccal. Történelmi balladái politikai célzatosságot hordoznak magukban. Az 1850-es években fel kellett rázni a nemzetet fásultságából, és Arany ebben nagy szerepet vállalt. Az V. László végszavaival – „De visszajő a rab…!” – vélhetően az osztrák császár börtöneiben raboskodó magyar hazafiak hozzátartozóiba próbált lelket önteni, a Zách Klára Haynau táborszernagy kegyetlen bosszúját idézte fel, a Szondi két apródja és A walesi bárdok arra emlékeztetett, hogy a nemzetét szerető magyar költőnek nincs miért dicsőítenie Ferenc Józsefet. Arany a nemzeti önrendelkezést akkor állította középpontba, amikor a magyar függetlenséget eltörölték, és történeti példázataival egyszerre tanított a megalkuvás elutasítására és a sorssal szembeszegülő kemény próbatételre is. Két jelentős verse sorolható egyértelműen ebbe a balladatípusba, az V. László és a Szondi két apródja, de ide köthető még az Ágnes asszony (1853) és Az örök zsidó (1860) is:
- V. László (1853): Történelmi tárgyú, Nagykőrösön írt ballada. A Hunyadi-balladakör elsőként megírt része. Több szálon fut a történet , melynek írásmódja töredékes mondatszerkesztésű. A költemény tördeltsége fokozódik attól kezdve, hogy a foglyok megszöknek, a király pedig elmenekül Prágába. A bűn és bűnhődés motívum kiváló példája, amikor a menekülő király hűsítőt kér hű szolgájától, aki e szavakkal adja át neki a kelyhet: „Itt a kehely, igyál, Uram, László király, Enyhít… mikép a sír!”[73]
- Szondi két apródja (1856): Történelmi ballada, melyben vezérmotívum a kétszólamúság. A történet alapja Drégely várának 1552-es török ostroma. Az apródok a múltat idézik fel, míg Ali szolgája a jelent. A költemény arra keres válaszokat, hogy a bátor és hős várvédők tragikus bukásából milyen erkölcsi tanulságokat lehet levonni.[74]
- Ágnes asszony (1853): Nagykőrösön írt balladáinak egyike, műfaját tekintve keretes szerkezetű ballada. Az erősen lirizált versnek a megalkotásakor az egyén sorsának egyetemes kérdései foglalkoztatták a költőt. Arany e művében a bűnt teszi kérdésessé, a mű témája a lelkiismereti konfliktus. A férjgyilkost bírái szabadon engedik, mert elmebajos.[75]
- Az örök zsidó (1860): A legjelentősebb alkotói korszakát lezáró nagy verse. Műfaját tekintve elégikus líra és tragikus ballada ötvözete. Az örök zsidó (ismertebb nevén a bolygó zsidó) legendájáról szóló történet Párizsi Máté angol szerzetes 13. századi krónikájából ismert.[m 9] Ez a történet másokat, például Vörösmartyt is foglalkoztatta, de erről írt költeménye töredékben maradt csak fenn. Arany új verstípust alakított ki ebben a művében, ami csak a 19. század közepén jelent meg az európai költészetben. Az örök zsidó reménye szerint egyszer talán megáll a végtelen rohanás.[m 10][76]

Harmadik típusú, nagyvárosi balladái a késői korszakának „Őszikék”-balladái. E korszakban előtérbe kerültek misztikus babonás motívumok, felerősödött költészetében az erkölcsi szigor, és megjelent a nagyváros-ellenesség. Ezekben az 1877-ben keletkezett balladákban kevesebbnek tűnik a drámai rész, és a párbeszédeket magánbeszédekkel helyettesíti a költő. Erre a korszakra az is jellemző, hogy pár hónap alatt több költeményt ír, mint előtte hosszú évek során. Az Őszikék korszak fontosabb balladái:

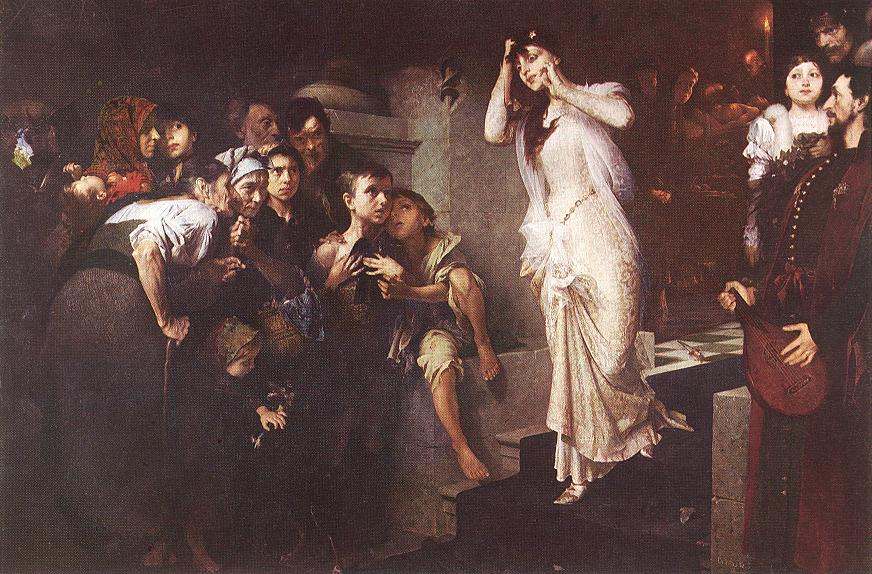
Gyárfás Jenő: Tetemrehívás (1883)

- Tetemre hívás: Késői korszakának egyik legnépszerűbb és talán legtöbbet vitatott balladája. A középkori kis faluban játszódó történetben egy apa keresi késsel megölt fia gyilkosát úgy, hogy segítségül hívja az istenítéletet. Az olvasót magával ragadja a sajátos ritmika és a misztikus történet. A hatás nem maradt el, hiszen Gyárfás Jenőt oly módon megihlette, hogy megfestette a Tetemrehívást. A képére nézve és Arany sorait olvasva „...döbbenet által a szív ere fagy...”, ki lehet jelenteni, hogy tapintható a drámai feszültség. A néphit szerint ugyanis a halott sebe gyilkosának jelenlétében újra vérezni kezd.[78][79] A műből 1909-ben zenekölteményt írt Würtzler Béla.[80]
- Tengerihántás: A műben két elbeszélő szerepel. Egyikük csak a keretnek tekinthető első és utolsó versszakban szólal meg. A kereten belüli történet folyamán az ellenszólam egyaránt olvasható a keretként szolgáló helyzet betű szerinti leírásának és a kereten belüli történet metaforikus értelmezésének: „Dalos Eszti a mezőre kiment ő, / Aratókkal puha fűvön pihent ő; / De ha álom ért reájok, / Odahagyta kis tanyájok. / – Töri a vadkan az „irtást” – / Ne tegyétek, ti leányok!” Még az utolsó előtti versszak sem kivétel: a jelen betű szerinti leírása itt is a múlt metaforája.[81]
- Híd-avatás: Egy évvel a Margit híd zászlódíszes avatása után írta, amely időközben az öngyilkosságra készülő emberek egyik lehetséges helyszínévé vált. Áll az új híd, és sorban emberek érkeznek hozzá. Éjszaka és csend van, azonban egyszerre tömeg gyűlik a hídhoz mindenféle kor- és társadalmi osztályból, és mintegy önmagukból kikelve, bűvölet alatt, avatásként a mélybe vetik magukat. Valójában ők a modern nagyváros elesettjei, a pénz világának áldozatai. Felbukkanni látszik az a régi, középkori babona is, amely szerint az elmúlás előtt a halál egy utolsó táncra viszi a haldoklót. Az egész abszurd helyzet egyfajta tánc könnyedségével zajlik a költeményben.[82]
- Vörös Rébék: A késői balladái közül talán ez a legeredetibb. Egy népmondai töredék alapján íródott, mely a vers első két sorában idézetként szerepel. A varjú és a boszorkány azonosítása népi hiedelmen alapul. A cím egy asszonyra, Rebekára utalhat, akinek vörös haja van. Ez a ballada a paraszti életet és a misztikumot idézi, és egy sajátságos kapcsolatra mutat rá.[83]
- A kép-mutogató: A vásári képmutogatásról szól a költemény, mely Arany János utolsó balladája. A történet két fontos szereplő és két polaritás köré szerveződik. Az egyik ilyen szövegalkotó tényező Petőfi Sándor, a másik pedig vélhetően Széchenyi István.[84]

## Arany és a zene
| Cím                              | Szövegíró       |
| -------------------------------- | --------------- |
| A hegedű száraz fája             | Arany János     |
| A tudós macskája                 | Arany János     |
| Igyunk biz azt egy-egy kicsit    | Arany János     |
| Zách Klára                       | Arany János     |
| A toronyban delet harangoznak    | Petőfi Sándor   |
| A tintás üveg                    | Petőfi Sándor   |
| Csokonai                         | Petőfi Sándor   |
| Éji dal                          | Petőfi Sándor   |
| A szép fényes katonának          | Amade László    |
| Bú kél velem                     | Kölcsey Ferenc  |
| Esteledik, szól a gulya kolompja | Bartalus István |
| Zöld erdőben, zöld mezőben sétál | ismeretlen      |
| Erdő mellett estvéledtem         | ismeretlen      |
| Szép jóestét                     | ismeretlen      |
| Túl a hegyen                     | ismeretlen      |
| Én ültettem a cédrusfát          | ismeretlen      |
| Elveszett a tarka tyúkom         | ismeretlen      |

Arany János már gyermekkorában gitározott és zongorázott. Saját elmondása szerint, amikor Debrecenben felcsapott színésznek, szép, csengő hangja volt. Értett a kottaíráshoz is, de nem tudni, kitől tanulta. Életének utolsó éveiben, az 1870-es évek elején névnapjára gitárt kapott ajándékba a barátaitól. Emlékezetből leírta ifjúkorának mindegy 150 kedvelt dalát. Gitározás közben Petőfi Sándor, Kölcsey Ferenc, Amade László és a saját verseire született, kíséret nélküli melódiákat papírra vetett, és azzal adta át Bartalus István barátjának, hogy csak halála után hozhatja nyilvánosságra. Bartalus 1883. január 31-én a Kisfaludy Társaság ülésén jelentette be az Arany hagyatékából maradt dalokat, és Láng Fülöp operaénekes előadásában, Bartalus zongorakíséretében tízet elő is adott közülük.
Jakab István zenésítette meg a Nemzetőr-dal (1848) című versét, mely népdallá vált. Arany Jánosnak az 1874–82 közötti évekből 19 saját dala maradt fenn, ezek közül tíz megjelent nyomtatásban 1883-ban Bartalus István zongorakíséretével. Arany néhány dalszöveget is írt. 1849-ben Festetics Leó zenéjére írta a Kondorosi csárda mellett című versét. 1856. április 17-én küldte el Hej iharfa, juharfa című versét Simonffy Kálmán zeneszerzőnek. Ugyancsak 1856-ban írta Volt nekem egy rigószőrű paripám kezdetű versét, melyet Egressi Samu zenésített meg.
Pázmán lovag című vígballadájának témája ifj. Johann Strauss egyedüli operájának volt témája, Dóczy Lajos átírásában.

## Művei
- Arany János Összes verse
- Őszikék Elektronikus kiállítás a Magyar Elektronikus Könyvtárban
- Művei a Project Gutenbergen
- Arany János művei a Mercator Stúdió Elektronikus Könyvkiadónál
- Arany versek neves előadóktól (online hallgatható) Archiválva 2007. április 30-i dátummal a Wayback Machine-ben
- Arany János versei műfordításokban Bábel Web Antológia
- Arany János prózai dolgozatai MTA
- Kapcsos könyv (kézirat)
- Arany János összes művei, Akadémiai Kiadó

## Műfordításai
Kezdetben latin, görög és német nyelvű munkákból fordított, de ahogy haladt előre az angol nyelvben, úgy ért oda élete legjelentősebb fordításaihoz. Műfordításainak eredménye, hogy nevéhez köthető a magyar műfordítás-irodalom fellendítése. 1860-ban lett a Kisfaludy Társaság igazgatója, és az ő irányításával alakult meg a társaság Shakespeare-bizottsága. Ez indította meg a legnagyobb arányú magyar műfordítási vállalkozást, a teljes Shakespeare-kiadást. Tizenkilenc kötetben, 1864 és 1879 között jelentek meg a sorozat részei, melynek kiadási költségeit Tomori Anasztáz vállalta magára. Arany a már régebben megkezdett János királlyal és a Szentivánéji álommal szerepelt, illetve a sorozathoz készítette el a klasszikussá vált Hamlet-fordítását.
Jelentősebb műfordításai:

### Versek
- Sir Patrick Spens (skót ballada); kínai népballadák (angolból)
- néhány vers, ballada, epigramma Horatiustól, Ludwig August Frankltól, Robert Burnstől, Goethétől, Byrontól (Az új görög dalnok – a Don Juan című elbeszélő költemény részlete), Thomas Moore-tól.

### Színművek
- Arisztophanész vígjátékai
- Shakespeare
  - Hamlet, dán királyfi[m 11]
  - János király
  - Szentivánéji álom

### Prózafordítások
- Nyikolaj Gogol: A köpönyeg (német nyelvű kiadás alapján)

## Egyesületi, testületi tagságai
- A Magyar Tudományos Akadémia tiszteletbeli főtitkára, igazgatója és rendes tagja
- A Kisfaludy Társaság igazgatója és rendes tagja
- A Concordia budapesti jótékonysági egylet tiszteletbeli tagja
- A bölcsészhallgatókat segítő egyesület bizottságának tiszteletbeli tagja

## Emlékezete
A nyelv a nép nyelve, de stilizált népnyelv. Mintegy a népnyelv quinta essentiája, oly tömény oldat, hogy maga a nép már nem is értheti meg. Arany jegyzetekkel magyarázza kifejezéseit, talán érzi, hogy Buda halála nemsokára a magyar irodalom legnehezebb olvasmányai közé fog tartozni. Nyelvészkedő szorgalmának gyümölcse ez a nyelv, melyet csillagmérföldek választanak el Petőfi közvetlenségétől. Aki a hunokról ír, nem is beszélhet a XIX. század változandó nyelvén; aki az örök magyar sorsot akarja kifejezni, annak az örök magyar nyelvet, a lényegnyelvet kell megteremtenie.
Műveinek teljes gyűjteményét a költő halála után csakhamar kiadta régi kiadója, Ráth Mór; összes munkáit nyolc kötetben 1884–1885-ben, hátrahagyott iratait és levelezését pedig fia, Arany László szerkesztésében és jegyzeteivel, négy kötetben 1887 és 1889 között. 1895 és 1898 között jelentek meg négy kötetben a Zichy Mihály által illusztrált Arany-balladák. Ezt a sorozatot hasonmás kiadásban a 2017-es Arany János-emlékév nyitányára ismét kiadták.
Arany János bronzszobrát a költő műveiből vett alakokkal (Toldi, Rozgonyi Piroska) Strobl Alajos mintázta, a Magyar Nemzeti Múzeum előtt állították fel, és 1893 tavaszán leplezték le. Tiszteletére portrészobrot avattak a szegedi Nemzeti Emlékcsarnokban, a Dóm tér keleti oldalán. (A szobor szintén Strobl alkotása.) Szintén szobrot állított tiszteletére szülővárosa, Nagyszalonta is, és itt található a helyiek által Csonkatoronynak nevezett Arany János Emlékmúzeum.
Szalontai szülőháza nem maradt meg, de a helyére a város önkormányzata építtetett egy tájjellegű épületet. A benne kialakított, néprajzi jellegű helytörténeti kiállítást 2010 júniusában adták át. Erdélyben emlékezete külön figyelmet kap, és évfordulós megemlékezéseket, ünnepi eseményeket és koszorúzásokat szerveznek. 1903–1948 között Temesváron működött az Arany János Társaság, mely a költő emlékének ápolását és az irodalom- és a nyelvművelést tűzte ki célul. 1955-ben Nagyszalontán az anyanyelvi kultúra ápolására és a magyar irodalom terjesztésére alakult meg az Arany János Irodalmi Kör.

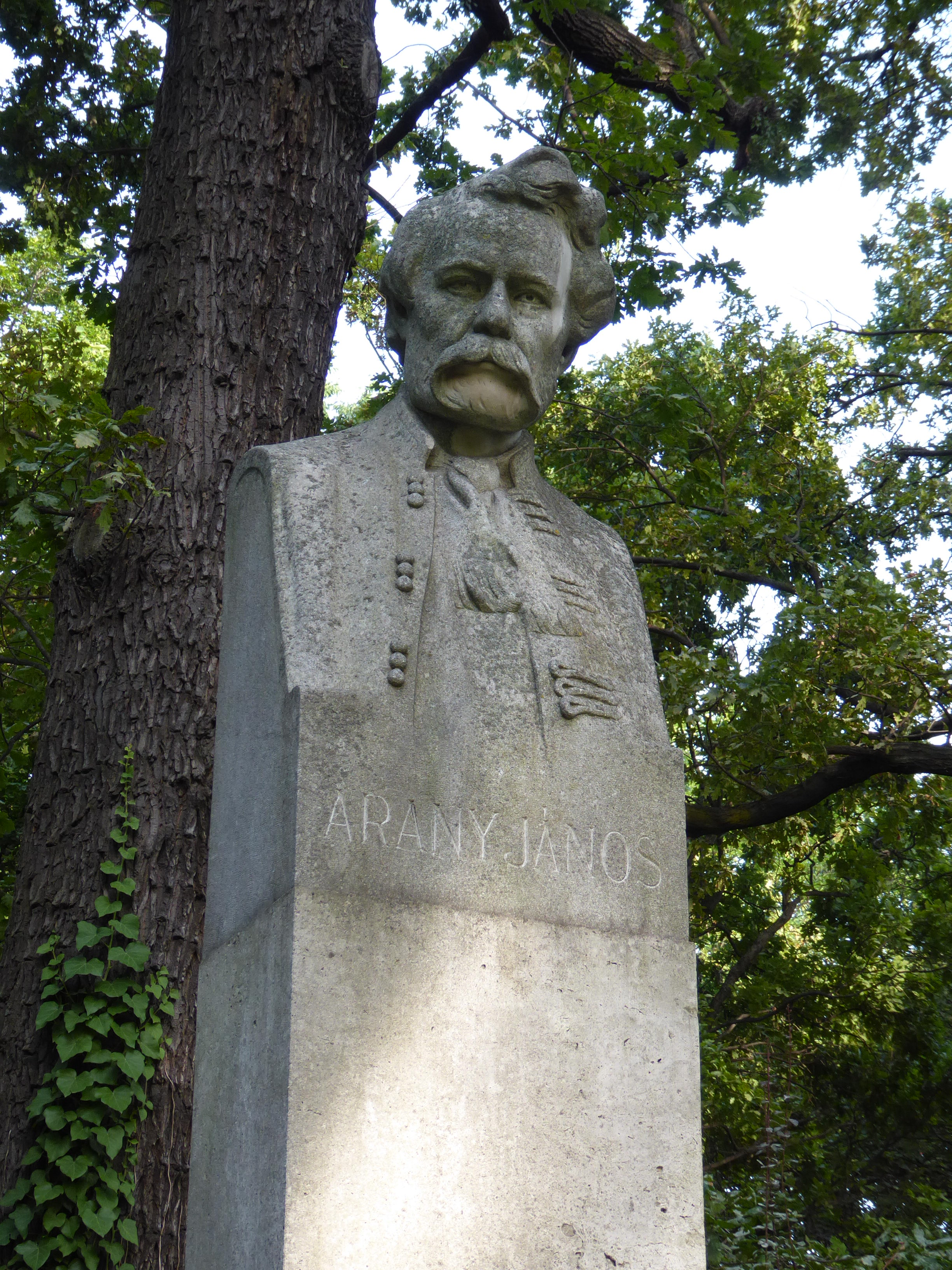
Arany János mellszobra a Margit-szigeti tölgyek alatt

Nagykőrösön nevét viseli az Arany János Református Gimnázium, Szakközépiskola és Kollégium, az Arany János Közérdekű Muzeális Gyűjtemény, és a városban működik az irodalmi, tudományos és művészi tevékenységgel foglalkozó Arany János Társaság. A magyarországi települések többségében lehet találni róla elnevezett utcát, teret – például Arany János utca metróállomás, Arany János tér (Debrecen).
- Magyarország több pontján iskola viseli a nevét (például: Budapesten,[100] Szegeden,[101] Bonyhádon,[102] Nyíregyházán,[103] Dunaújvárosban),[104] Gyöngyösön (Arany János Általános Iskola), Százhalombattán (Arany János Általános Iskola és Gimnázium), továbbá a környező országokban is (például: Arany János Líceum, Nagyszalonta,[105] Arany János Alapiskola, Ekecs,[106] Arany János Általános Iskola, Oromhegyes,[107]) de még a tengerentúlon is, Kanada Hamilton városában[108] és az Amerikai Egyesült Államokban, New Yorkban.[109]
- 1985–1994 között működött Arany János Színház néven a Budapesti Gyermekszínház társulata a Paulay Ede u. 35. sz. alatti épületben.[110][111]
- Kisbolygót neveztek el róla: a 89973 Aranyjánost. Az apró, 1–2 km átmérőjű, 3,29 éves keringési idejű égitestet, melyet 2002. szeptember 8-án fedezett fel Sárneczky Krisztián.[112]
- Számos későbbi klasszikus költő elevenítette fel versében Arany János alakját vagy stílusát, a legismertebb Weöres Sándortól a Negyedik Szimfónia[113] és Babits Mihálytól az Arany Jánoshoz.[114] Paródiák is születtek: Varró Dánieltől a Változatok egy gyermekdalra Arany János-i változata,[115] a Lőwy Árpád néven alkotó Réthy Lászlónak tulajdonított trágár átdolgozás[116] és Kőrizs Imrétől a Toldi éjszakája.[117]
- 2001-ben a Magyar Nemzeti Bank emlékpénzérme-sorozatot jelentetett meg ifj. Szlávics László tervei alapján, A magyar ifjúsági irodalom alakjai címmel. A 200 forintos címlettel készült emlékérmék egyikén Arany János Toldi című művének illusztrációja látható.[118]
- Az 5000 fő alatti kistelepülésen, tanyán élő, tehetséges és szociálisan rászoruló gyermekek támogatására hozták létre a nevét viselő Arany János Tehetséggondozó Programot.[119]
- A Magyar Tudományos Akadémia külföldi magyar tudósok jutalmazására hívta életre az Arany János-díj a tudományos kutatásért kitüntetést és az Arany János-érmet.[120][121][122]
- A Magyar Írószövetség Arany János Alapítványának kuratóriuma által 1996 és 2003 között kiosztott irodalmi díj volt az Arany János-jutalom, és 1996 óta adományozzák az Arany János-díjat.[123]
- A Magyar Posta emlékére 1932-ben és 1957-ben adott ki portréképével ellátott 2 filléres, illetve 2 forintos bélyeget.[124][125]
- A Dalriada soproni folkmetal-együttes Arany János balladáit zenésítette meg 2009-ben kiadott Arany-album című lemezén.
- 2017-ben, a költő születésének bicentenáriumának alkalmából Arany János-emlékévet rendeznek.[126]
- 2017. március 2-án, Arany János születésének 200. évfordulóján Eric Fairbrother, a walesi Montgomery(wd) polgármestere a Freeman of Montgomery címet adományozta A walesi bárdok szerzőjének.[127][128]
- 2018. március 28-án leplezték le tűzfalportréját; az Alkotás és Márvány utca sarkán.[129]

## Dalainak adatai
1. ↑  Zeneszerzők: Tóth János István, valamint Vásárhelyi Zoltán
2. ↑  ISWC: T-007.202.109-0, zeneszerző: Radványi Balázs
3. ↑  ISWC: T-007.204.560-3, zeneszerző: Tóth János István

## Szakirodalom
- Gyulai Pál: Arany János balladái
- Riedl Frigyes: Arany János, Budapest, 1887 (Online elérhetőség)
- Péterfy Jenő: Arany János Őszikéi, Budapesti Szemle, 1888. május, 54. köt. 137. sz. / P.J. Válogatott Művei, Budapest, 1983. 632–638., mek.oszk.hu
- Szinnyei Ferenc: Arany János, Budapest, 1909 (Online elérhetőség)
- Haraszti Gyula: Arany János, Budapest, 1912 (Online elérhetőség)
- Négyesy László: Arany, Budapest, 1917 (Online elérhetőség)
- Keresztury Dezső: így élt Arany János, Akadémiai Kiadó, Budapest, 1974
- Németh G. Béla: Arany János, in: Uő, Mű és személyiség, Budapest, 1970, 7–41.
- Dávidházi Péter: Hunyt mesterünk. Arany János kritikusi öröksége, Argumentum Kiadó, Budapest, 1994
- Keresztury Dezső: Arany János, mek.oszk.hu
- Arany János – Szakirodalom, magyar-irodalom.elte.hu

### Arany János-linkek
- Arany János.lap.hu
- Arany János sírja
- Arany Jánossal kapcsolatos irodalmi tévhitek, anekdoták ellenőrzése

### Arany János-emlékpadok
- Arany János-emlékpad Nagykőrös, Csendes Ferenc (kőfaragó), 1927
- Toldi estéje, Alsógöd